# Fjodor Michailowitsch Dostojewski

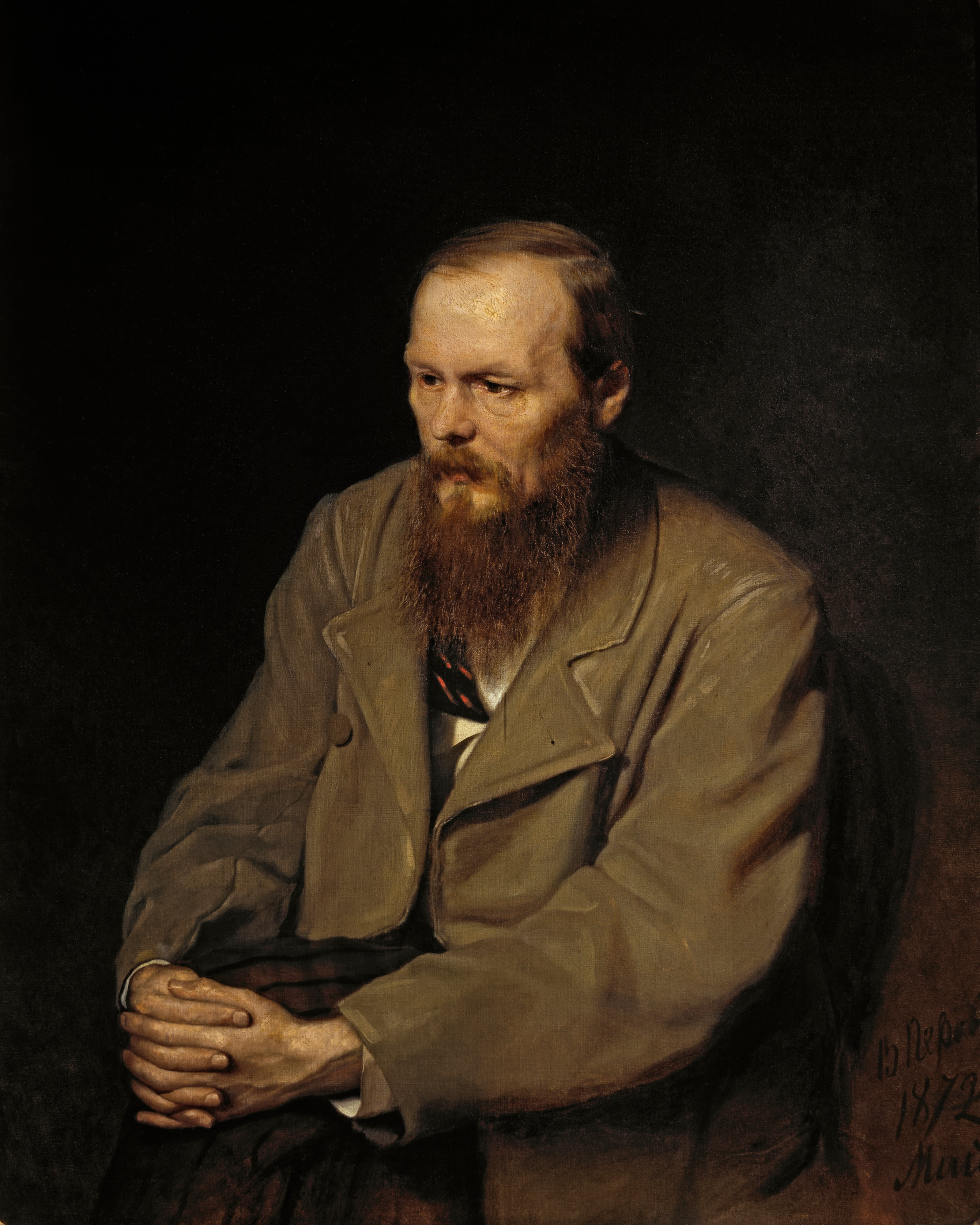
Dostojewski, 1872. Er stellte in diesem Jahr den Roman Die Dämonen fertig. Porträt von Wassili Perow

Fjodor Michailowitsch Dostojewski (auch Dostojewskij, in Originalschreibweise Ѳедоръ Михайловичъ Достоевскій, Фёдор Михайлович Достоевскийⓘ [ˈfʲodər mʲɪˈxajləvʲɪtɕ dəstʌˈjɛfskʲɪj], wissenschaftliche Transliteration Fëdor Mihajlovič Dostoevskij; * 30. Oktoberjul. / 11. November 1821greg. in Moskau; † 28. Januarjul. / 9. Februar 1881greg. in Sankt Petersburg) war ein russischer Schriftsteller.
Seine schriftstellerische Laufbahn begann 1844; die Hauptwerke, darunter Schuld und Sühne, Der Idiot, Die Dämonen und Die Brüder Karamasow, entstanden in den 1860er und 1870er Jahren. Dostojewski schrieb neun Romane, zahlreiche Novellen und Erzählungen und ein umfangreiches Korpus an nichtfiktionalen Texten. Das bedeutende literarische Werk beschreibt die politischen, sozialen und spirituellen Verhältnisse zur Zeit des Russischen Kaiserreiches, das sich im 19. Jahrhundert fundamental im Umbruch befand. Dostojewski war ein genauer Beobachter der Konflikte, die den Menschen mit Beginn der Moderne bewegten. Ein zentrales Thema seiner Werke war die menschliche Seele, deren Bewegungen, Zwänge und Befreiungen er eindrucksvoll mit den Mitteln der Literatur erforschte; Dostojewski gilt als einer der herausragenden Psychologen der Weltliteratur. Fast sein gesamtes Romanwerk erschien in Form von Feuilletonromanen und weist darum die für dieses Genre typischen kurzen Spannungsbögen auf, wodurch es trotz seiner Vielschichtigkeit und Komplexität selbst für unerfahrene Leser leicht zugänglich ist. Seine Bücher wurden in mehr als 170 Sprachen übersetzt.
In der zweiten Hälfte der 1840er Jahre stand Dostojewski dem Frühsozialismus nahe und nahm an Treffen des revolutionären Petraschewski-Zirkels teil. Dies führte 1849 zu seiner Festnahme, Verurteilung zunächst zum Tode und dann – nach Umwandlung der Strafe – zu Haft und anschließendem Militärdienst in Sibirien. Nach der Entlassung 1859 begann er zunächst mit kleineren Arbeiten und dann mit den Aufzeichnungen aus einem Totenhaus seine Reputation als Schriftsteller wiederherzustellen. Mit seinem Bruder Michail gründete er zwei Zeitschriften (Wremja und Epocha). Die erste wurde verboten; der Ruin der zweiten zwang ihn zur Flucht vor den Gläubigern ins Ausland, wo er drei Jahre lang blieb. Dostojewski litt an Epilepsie und war einige Jahre der Spielsucht verfallen. Während seine Zeitgenossen Lew Tolstoi, Iwan Turgenew und Iwan Gontscharow unter Bedingungen materieller Sorglosigkeit schreiben konnten, waren die äußeren Umstände von Dostojewskis Schreibtätigkeit fast zeitlebens von finanzieller Not geprägt. In den letzten zehn Jahren seines Lebens lebte er in finanziell geordneten Verhältnissen und genoss Anerkennung im ganzen Land.

## Leben und Werk

### Kindheit und Jugend
Der Adelsname Dostojewski weist auf das heute belarussische Dorf Dostojewo bei Pinsk hin, mit dem einer der Vorfahren von Dostojewski belehnt wurde. Dostojewskis Vater, Michail Andrejewitsch Dostojewski, war Arzt an der Moskauer Mariinski-Klinik für die Armen und Sohn und Enkel von ostkatholischen Priestern, die die Autorität des Papstes anerkannten, aber gleichzeitig dem orthodoxen Ritus folgten. Die Vorfahren hatten einem litauischen Adelszweig der Szlachta angehört. Die Mutter, Marija Fjodorowna, geborene Netschajewa, stammte aus einer wohlhabenden Moskauer Kaufmannsfamilie. Das Paar hatte acht Kinder, von denen sieben das Erwachsenenalter erreichten. Nach Michail (1820–1864) war der am 11. November 1821 (im julianischen Kalender: 30. Oktober 1821) geborene Fjodor das zweite Kind. Es folgten Warwara (1822–1892), Andrei (1825–1897), Wera (1829–1896), Nikolai (1831–1883) und Alexandra (1835–1889). Nach einer Beförderung und Nobilitierung konnte Michail Dostojewski 1831 das vor Moskau gelegene Gut Darowoje erwerben, auf dem die Familie einige Jahre lang die Sommerferien verbrachte.
Der ehrgeizige Vater strebte nach sozialem und finanziellem Aufstieg und betrieb mit großem Einsatz die Ausbildung der Kinder. Elementarunterricht erhielt Dostojewski zunächst von der Mutter, die ihre Kinder auch Französisch lehrte. Der russisch-orthodoxe Glaube spielte in der Familie eine große Rolle. Die Mutter hatte die Söhne mit religiösen Kinderbüchern alphabetisiert, und für ihre weitere religiöse Ausbildung kam ein Diakon ins Haus. Besonders bewegt war Dostojewski als Kind vom Buch Ijob. Er war ein Vielleser und verschlang u. a. Derschawin, Karamsin, Schukowski und Puschkin, aber auch Walter Scott und populäre Unterhaltungsliteratur der Zeit. Französisch lernte er u. a. durch die Lektüre von Voltaires Henriade. Von 1833 an besuchten Dostojewski und sein Bruder Michail zunächst das französische Internat von Monsieur Souchard, wechselten 1834 aber auf das Internat von Leonti Iwanowitsch Tschermak, das als das beste in Moskau galt.

### Studium und Dienst als Militäringenieur

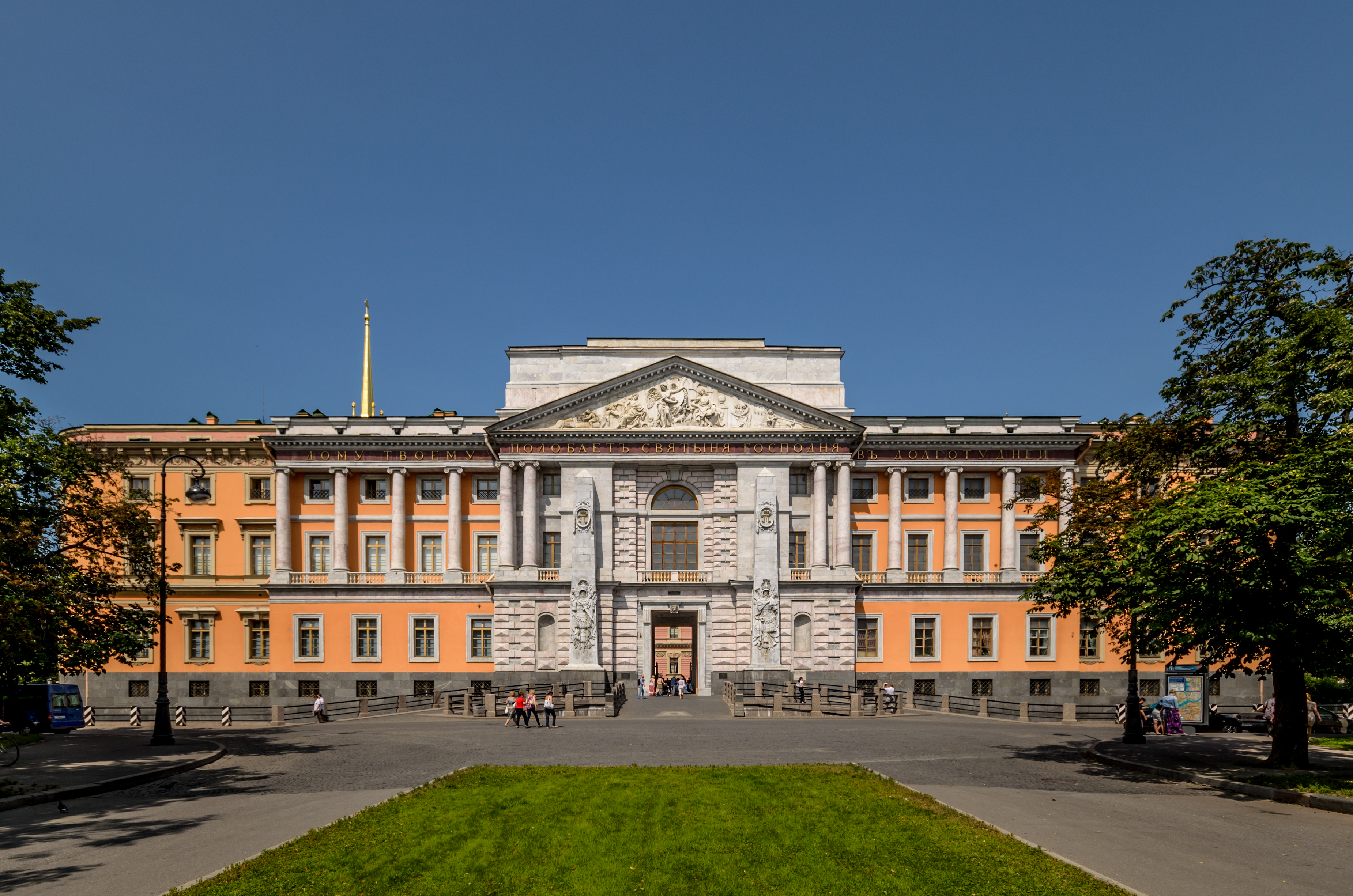
Die Militärische ingenieurtechnische Universität, an der Dostojewski studierte, hatte ihren Sitz im Petersburger Michailowski-Schloss.

Am 27. Februar 1837 starb Dostojewskis Mutter im Alter von 36 Jahren an Tuberkulose. Kurz darauf absolvierte Dostojewski die Aufnahmeprüfung für die angesehene Militärische ingenieurtechnische Universität in St. Petersburg und begann sein Studium im Januar 1838. Neben den technischen Fächern studierte er auch russische und französische Literatur, darunter Gogol, Hugo und Balzac. George Sand regte ihn durch ihre Schriften zur Idee eines christlichen Sozialismus an. Prägenden Eindruck hinterließ bei ihm die Lektüre Schillers.
Am 6. Juni 1839 starb nach einem Schlaganfall auch Dostojewskis Vater auf seinem Landsitz. Ein Nachbar, Pawel Chotjainzew, beschuldigte die Leibeigenen des Verstorbenen, diesen umgebracht zu haben; Dostojewskis Bruder Andrei glaubte daher später, sein Vater sei erschlagen worden. Sigmund Freud vermutete nach einer Analyse der Lebensgeschichte Dostojewskis und des Vatermordes in Die Brüder Karamasow in dem Aufsatz Dostojewski und die Vatertötung (1928), dass sich Dostojewski am Tode seines vermeintlich ermordeten Vaters schuldig gefühlt und darum einen ersten epileptischen Anfall erlitten habe. Die Dostojewski-Forschung hat dies bis heute nicht bestätigt. Für den noch minderjährigen Dostojewski wurde der Anteil am Familienvermögen von Alexander Kumanin (Schwager der Mutter) und Pjotr Karepin, dem Mann seiner Schwester Warwara verwaltet. Im August 1841 wurde er zum Fähnrich befördert. Als Externer konnte er sich privat eine Wohnung mieten, die er sich zunächst mit Adolph Totleben teilte, dessen älterer Bruder Eduard Iwanowitsch Totleben sich später sowohl bei der Rückkehr aus Sibirien wie auch bei der Genehmigung, wieder nach St. Petersburg zu ziehen, für ihn einsetzte. Nach dem Unterricht las und schrieb er dort. Zwölf Monate später wurde er zum Leutnant befördert, und noch ein Jahr später schloss er das Studium ab. Am 6. August 1843 begann Dostojewski seinen Dienst als Militäringenieur. Um in St. Petersburg bleiben zu können und Zeit zum Schreiben zu haben, nahm er einen unbedeutenden Posten als Militärzeichner an. Als schließlich doch eine Versetzung zu einem entlegenen Militärstützpunkt drohte, entschloss er sich, die Laufbahn als Militäringenieur zu beenden. Sein Abschiedsgesuch wurde am 19. Oktober 1844 angenommen. Da die kleine Erbschaft nicht ausreichte, seinen Lebensunterhalt sicherzustellen, musste er sich nun Geld durch Schreiben verdienen.

### Schriftstellerische Anfänge

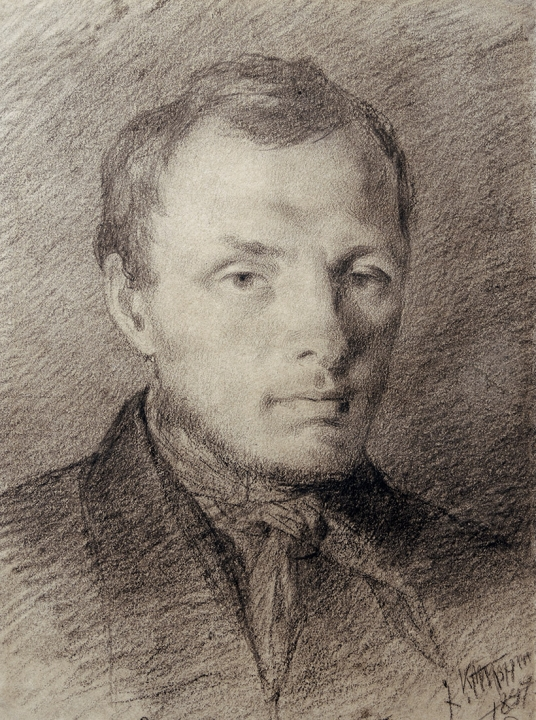
Dostojewski, Porträt von Konstantin Trutowski 1847

Bereits seit Anfang 1844 hatte Dostojewski sich mit der Übersetzung französischer Prosa beschäftigt; seine Übertragung von Balzacs Eugénie Grandet erschien im Sommer in der Zeitschrift Repertuar i Panteon. Aus Briefen ist bekannt, dass er daneben eigene schriftstellerische Versuche unternahm, die jedoch verloren gegangen sind. Dostojewskis erstes erhaltenes Werk ist der zwischen April 1844 und März 1845 entstandene Briefroman Arme Leute. Dmitri Grigorowitsch, mit dem er seit der Studienzeit befreundet war und seit 1844 auch die Wohnung teilte, reichte das Manuskript an seinen Bekannten Nikolai Nekrassow weiter, über den es zu dem einflussreichen Kritiker Wissarion Belinski gelangte. Nekrassow und Grigorowitsch machten Dostojewski mit Awdotja und Iwan Panajew bekannt, in deren Salon er aus seinem Werk erstmals vor Fachpublikum vorlas. Nekrassow veröffentlichte den Roman am 15. Januar 1846 in seiner Zeitschrift Peterburger Anthologie. Arme Leute wurde ein enormer Erfolg. Es war das erste Werk in der russischen Literatur, das Menschen in Armut und Elend mit der ganzen Zartheit und Komplexität ihrer Gefühle und ihres Leidens porträtierte. Die russische Intelligenzija begrüßte es enthusiastisch.
Dostojewskis Förderer Belinski war Vertreter eines atheistischen Sozialismus und warb bei seinem 24-jährigen Protegé erfolgreich für die Lektüre von Cabet, Leroux, Proudhon und Feuerbach. In der Zeitschrift Vaterländische Annalen veröffentlichte er Anfang Februar 1846 auch Dostojewskis Novelle Der Doppelgänger. Die Begeisterung, die Belinski und seine Freunde für den Debütroman gezeigt hatten, war jedoch schon wieder verflogen; das zweite Werk nahmen sie weitaus kühler auf. Dostojewski fühlte sich im Belinski-Kreis bald offen abgelehnt. Zuflucht fand er im Kreis von Nikolai Beketow, der Charles Fourier und dem utopischen Sozialismus nahestand. Bei den Brüdern Betekow lernte er Apollon Nikolajewitsch Maikow und dessen Bruder sowie Alexei Nikolajewitsch Pleschtschejew kennen, deren Gedichte Pjotr Iljitsch Tschaikowski später vertonte. Mit ihnen besuchte Dostojewski vom Winter 1846/47 an Treffen des Kreises von Michail Petraschewski.
Vom Herbst 1846 bis zum Frühjahr 1849 veröffentlichte er eine Reihe kleinerer Prosaarbeiten: Herr Prochartschin, Eine Novelle in neun Briefen, Die Wirtin, Die fremde Frau und der Mann unter dem Bett, Das schwache Herz, Polsunkow, Der ehrliche Dieb, Weihnachtsbaum und Hochzeit und Weiße Nächte. Die meisten dieser Erzählungen erschienen in den Vaterländischen Annalen. Im Frühjahr 1849 kamen dort auch die ersten Teile von Dostojewskis unvollendetem Roman Njetotschka Neswanowa heraus.

### Verhaftung und Prozess

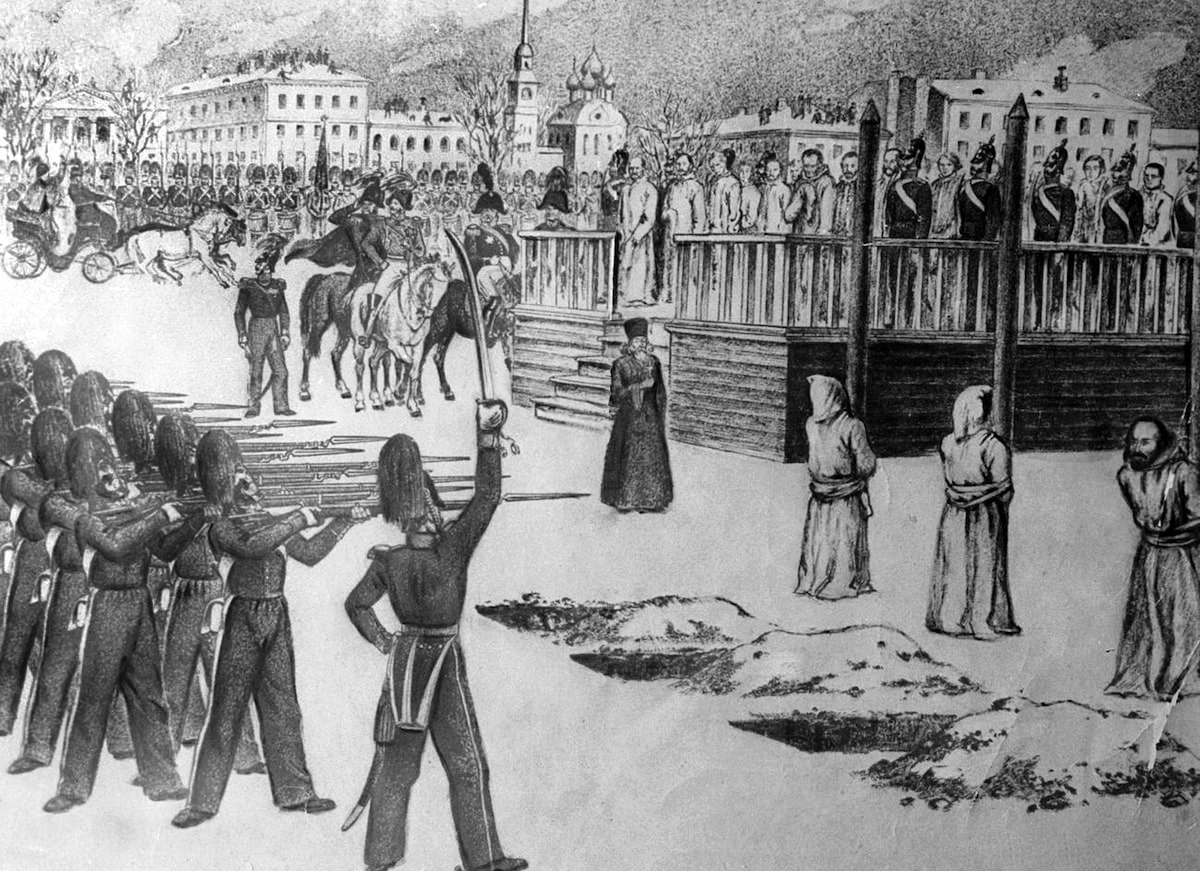
Für die Scheinhinrichtung wurden die Verurteilten in Dreiergruppen eingeteilt. Dostojewski, Pleschtschejew und Durow bildeten die (im Bild nicht dargestellte) zweite Gruppe.

Dostojewski wurde in den frühen Morgenstunden des 23. April 1849 verhaftet. Das Innenministerium hatte die Petraschewzen durch einen Agent Provocateur, Pjotr Antonelli, auskundschaften lassen. Die Niederschlagung der Gruppe war eine Reaktion auf die europäischen Revolutionen von 1848/1849; die Behörde wollte verhindern, dass sich die Erhebungen bis nach Russland ausdehnten. Mit Dostojewski waren 14 weitere Petraschewzen in der Peter-und-Paul-Festung für Staatsverbrecher inhaftiert worden. Im Gefängnis schrieb Dostojewski die Erzählung Ein kleiner Held, die erst 1857 veröffentlicht wurde. Vor dem Militärgericht wurde Dostojewski vorgeworfen, an Treffen der Petraschewzen teilgenommen und Belinskis berüchtigten Brief an Gogol vorgelesen zu haben, in dem Autokratie, Leibeigenschaft und Religion scharf angegriffen wurden. Alle Angeklagten wurden zum Tode verurteilt. Dostojewski war 28 Jahre alt.
Die Exekution am 22. Dezember 1849 auf dem Paradeplatz der Semjonowski-Garde erwies sich als Scheinhinrichtung. Die Verurteilten wurden in weiße Leichenkittel und Kappen eingekleidet; als die ersten drei (Petraschewski, Speschnjeff, Mombelli) bereits an den Pflöcken festgebunden waren, wurde ein Erlass verlesen, den das Generalauditoriat dem Zaren bereits am 19. November vorgelegt hatte. Es empfahl, Dostojewski „… alle Vermögensrechte abzusprechen und ihn für acht Jahre zur Zwangsarbeit in Festungshaft zu schicken.“ Zar Nikolaus vermerkte unter dem Urteilsentwurf: „Für vier Jahre. Danach gemeiner Soldat.“ Der österreichische Schriftsteller Stefan Zweig schildert die Empfindungen Dostojewskis während dieses Ereignisses in einem Kapitel seines Buchs Sternstunden der Menschheit in lyrischer Form.

### Straflager und Militärdienst
Katorga

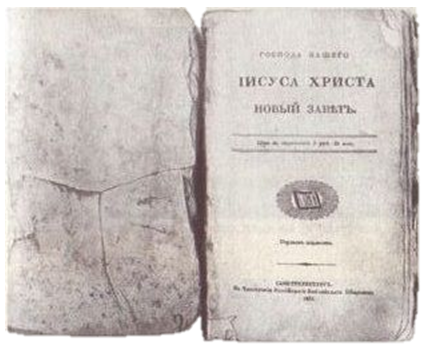
Das Exemplar des Neuen Testaments, das Dostojewski auf die Katorga mitnehmen durfte.

Dostojewski trat die über 3000 km weite Reise nach Sibirien am 24. Dezember 1849 an. Am Zielort, der Omsker Katorga, traf er am 23. Januar 1850 ein. Die politischen Häftlinge waren zusammen mit gewöhnlichen Kriminellen untergebracht. Die Bedingungen, unter denen die Männer untergebracht und gehalten wurden, waren sehr dürftig. Dostojewski wurde während seiner gesamten Haftzeit in Ketten gehalten. Er durfte nicht schreiben, verbrachte aber einige Zeit in der Krankenstation, wo er heimlich ein Notizbuch führen konnte.
Der Revolutionsidee und seinen früheren politischen Überzeugungen schwor Dostojewski während der Gefangenschaft und des anschließenden Militärdienstes vollständig ab. Sein Leben lang hielt er jedoch am Ideal eines christlichen Sozialismus fest, d. h. an der Idee, dass Menschlichkeit durch ihre spirituelle Kraft ein Paradies auf Erden schaffen könne.
Militärdienst

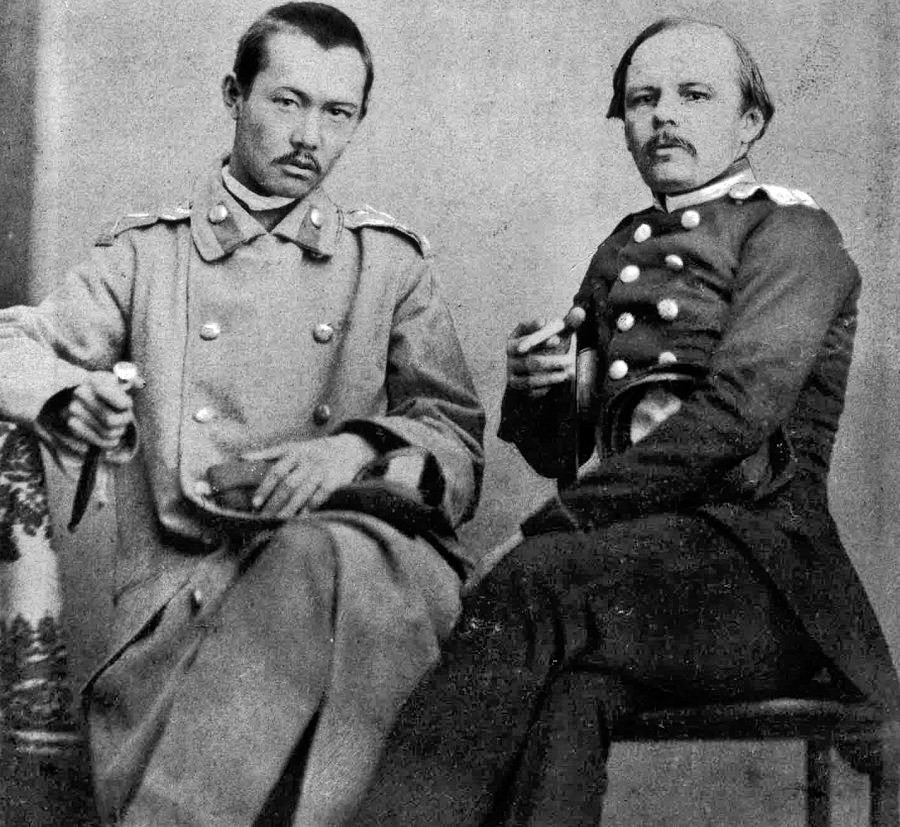
Zu den Freunden, die Dostojewski (rechts) in der Verbannung fand, gehörte der kasachische Gelehrte Schoqan Uälichanuly (Foto von 1858)

Am 15. Februar 1854 wurde er aus der Katorga entlassen. Aus gesundheitlichen Gründen blieb er in Omsk noch bis Mitte März und reiste dann ins westsibirische Semipalatinsk (heute Semei in Kasachstan), wo er sich dem 7. Sibirischen Linienbataillon anschließen musste. Weil sich Freunde für ihn einsetzten, brauchte er nicht in der Kaserne zu wohnen. Vom Frühjahr 1855 an teilte er sich eine Datsche mit Alexander Wrangel, einem einflussreichen neuen Freund, der Dostojewski in die bessere Gesellschaft des Ortes einführte; dank Wrangels Hilfe wurde Dostojewski im November 1855 zum Offizier befördert. Im Frühjahr 1856 erreichte Wrangel, dass Dostojewski wieder erlaubt wurde, literarische Arbeiten zu veröffentlichen.
Bereits 1854 hatte Dostojewski die Familie Issajew kennengelernt. Nachdem Alexander Issajew 1855 gestorben war, warb Dostojewski um Marija Issajewas Hand. Sie willigte schließlich ein, und am 6. Februar 1857 wurde das Paar in Kusnezk, wo Marija zu diesem Zeitpunkt lebte, getraut. Marija brachte ihren 9-jährigen Sohn Pawel mit in die Ehe. Auf der Heimreise nach Semipalatinsk, wo das Paar sich dann niederließ, erlitt Dostojewski seinen ersten schweren epileptischen Anfall und bekam erstmals auch die Diagnose Epilepsie gestellt. Unter auffälligen Symptomen wie Bewusstseinsverlusten hatte er bereits in St. Petersburg gelitten und im Mai 1846 deswegen einen Arzt, Stepan Janowski, konsultiert.
Am 18. April 1857 erhielt Dostojewski seine Bürgerrechte zurück. 1858 entstanden die Novellen Onkelchens Traum und Das Gut Stepantschikowo und seine Bewohner. Danach schrieb er die Prosaarbeit Aufzeichnungen aus einem Totenhaus und den Roman Erniedrigte und Beleidigte. Sein Gesundheitszustand verschlechterte sich so sehr, dass er am 18. März 1859 aus dem Militärdienst entlassen wurde. Er durfte in den europäischen Teil Russlands zurückkehren; allerdings war es ihm verboten, sich in St. Petersburg oder Moskau niederzulassen. Er wurde unter Polizeiaufsicht gestellt. Im Juli siedelte er nach Twer über.

### Sankt Petersburg

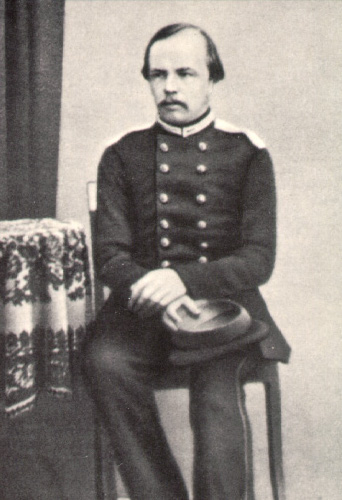
Dostojewski, 1859

Nachdem er selbst und Freunde Petitionen an den neuen Zaren geschrieben hatten, durfte Dostojewski Mitte Dezember 1859 schließlich von Twer nach St. Petersburg zurückkehren. Nach dem Tode Nikolaus’ I. hatte sich das politische Klima stark verändert: Die Presse konnte freier arbeiten; 1861 wurde die Leibeigenschaft abgeschafft. Die Arbeiten, die Dostojewski in der Verbannung geschrieben hatte, wurden gedruckt, zuerst Onkelchens Traum in der Zeitschrift Russki Mir (März 1859). Das Gut Stepantschikowo und seine Bewohner brachte Dostojewski nur mit Mühe in den Vaterländischen Annalen unter (Ende 1859). Von September 1860 bis Anfang 1861 erschienen in der Zeitschrift Russki Mir die Einleitung und die ersten vier Kapitel der Aufzeichnungen aus einem Totenhaus; die Veröffentlichung der folgenden Kapitel scheiterte jedoch an der Zensur. Dostojewski hatte befürchtet, dass die Zensur an seiner Enthüllung der Grausamkeit der Lagerrealität Anstoß nehmen würde. Das war jedoch nicht der Fall. Im Gegenteil, einer der Zensoren kritisierte, dass potenzielle Straftäter durch Dostojewskis Schilderung nicht ausreichend abgeschreckt würden. Die „Aufzeichnungen“ waren die erste Arbeit in der russischen Literaturgeschichte, die vom Leben der Häftlinge und ihrem Kampf um elementare Würde in einem brutalen, menschenverachtenden Umfeld in den sibirischen Strafkolonien handelte.

### Zeitschriften: Wremja und Epocha
Dostojewskis Bruder Michail hatte die Umbruchstimmung Ende der 1850er Jahre genutzt, um die Konzession für eine neue Zeitschrift zu erlangen. Er bat Dostojewski um einen Beitrag für die neue Zeitschrift, den Dostojewski ihm noch aus der Verbannung versprach. Anfang 1861 erschien die Monatsschrift Wremja in der von Januar bis Juli sein Roman Erniedrigte und Beleidigte veröffentlicht wurde. Vom Herbst 1861 bis Ende 1862 publizierte er hier nach und nach auch den gesamten Text der Aufzeichnungen aus einem Totenhaus und ebenfalls 1862 die kleine Erzählung Eine dumme Geschichte.
1862 ging es Dostojewski finanziell so gut, dass er sich seine erste Auslandsreise erlauben konnte. Sie begann am 7. Juni 1862 und führte ihn über Deutschland und Belgien nach Paris, wo er zwei Wochen blieb und die Gelegenheit auch nutzte, um gute Ärzte zu konsultieren. Im Juli war er in London, wo er Alexander Herzen und Michail Alexandrowitsch Bakunin traf und das neu errichtete und erweiterte Gebäude der ersten Weltausstellung – den Kristallpalast – besichtigte. Gemeinsam mit seinem Freund Nikolai Strachow bereiste er anschließend die Schweiz und Oberitalien.
Am 14. September 1862 kehrte Dostojewski zurück nach Sankt Petersburg und schrieb ‒ von der Reiseerfahrung angeregt ‒ einen Essay Winterliche Aufzeichnungen über sommerliche Eindrücke, der im folgenden Februar in Wremja erschien. Er schilderte darin auch die Abscheu, die er gegenüber dem Materialismus europäischer Städte – besonders in London – empfunden hatte. Nachdem Strachow für Wremja einen Artikel über das russisch-polnische Verhältnis geschrieben hatte, den die Zensur als regierungskritisch empfand, wurde die Zeitschrift am 24. Mai 1863 verboten.

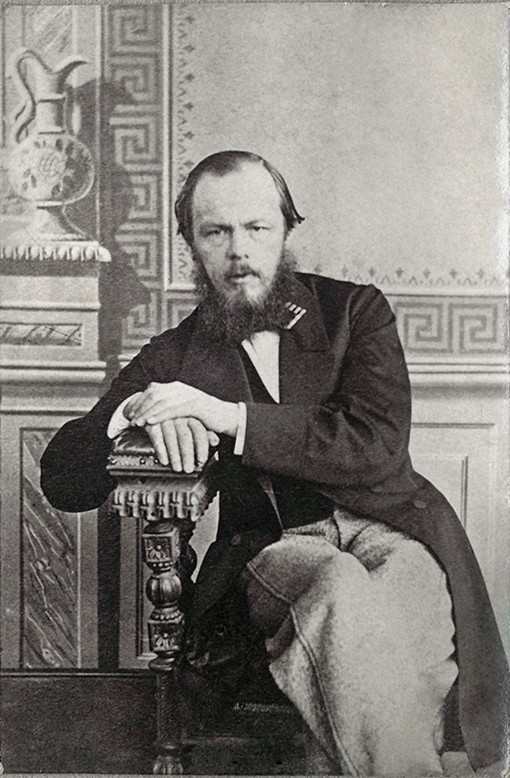
Dostojewski in Paris (1863)

Vermutlich bereits im Winter hatte Dostojewski eine Liebesbeziehung mit der jungen Feministin und Studentin Apollinaria „Polina“ Suslowa begonnen. Von August bis Oktober 1863 unternahm er seine zweite Auslandsreise. Auf dieser Reise lernte er in Wiesbaden das Roulettespiel kennen, das in Russland wie alle Glücksspiele streng verboten war. In Paris traf er die Suslowa. Sie begleitete ihn nach Baden-Baden, wo er die Spielbank besuchte. Im November 1863 zog Dostojewski mit seiner an Tuberkulose erkrankten Frau nach Moskau, um sie dort ärztlich behandeln zu lassen.
Im Januar 1864 gründete er, wieder zusammen mit seinem Bruder Michail, das Monatsblatt Epocha, das die Nachfolge der verbotenen Wremja antreten sollte. Dostojewski startete die Zeitschrift am 21. März mit der ersten Folge seiner Prosaarbeit Aufzeichnungen aus dem Kellerloch. Er führte darin Tschernyschewskis Idee eines „vernünftigen Egoismus“ ad absurdum. Walter Kaufmann nannte das Buch später „die beste Ouvertüre zum Existenzialismus, die jemals geschrieben worden ist“. Literarisch weist Orhan Pamuk auf die Bedeutung der Novelle für die folgenden Werke hin. Am 15. April starb seine Ehefrau und am 22. Juli überraschend auch der 43-jährige Michail; Dostojewski willigte ein, seine Witwe und die Kinder zu ernähren. Epocha hatte nie den kommerziellen Erfolg von Wremja erreicht und war hoch verschuldet. Im Juni 1865 musste Dostojewski den Betrieb einstellen; die satirische Erzählung Das Krokodil, die er im Februar zu veröffentlichen begonnen hatte, blieb unvollendet. Ende Juli reiste Dostojewskij zum dritten Mal nach Europa. Das Geld für die Reise hatte er aus dem Verkauf seiner Rechte an den Verleger Stellowski bekommen; allerdings blieben ihm von den 3.000 Rubeln für den Aufenthalt nur 175 Rubel, die er sofort verspielte. Erste Station war Wiesbaden, wo ihn für wenige Tage Polina Susalowa besuchte. Dostojewskij blieb bis Ende September in Wiesbaden und reiste dann über Kopenhagen, wo er seinen Freund aus der Sibirienzeit, Baron Wrangel, für 10 Tage besuchte, nach Russland zurück.

### Große Romane

#### Schuld und Sühne

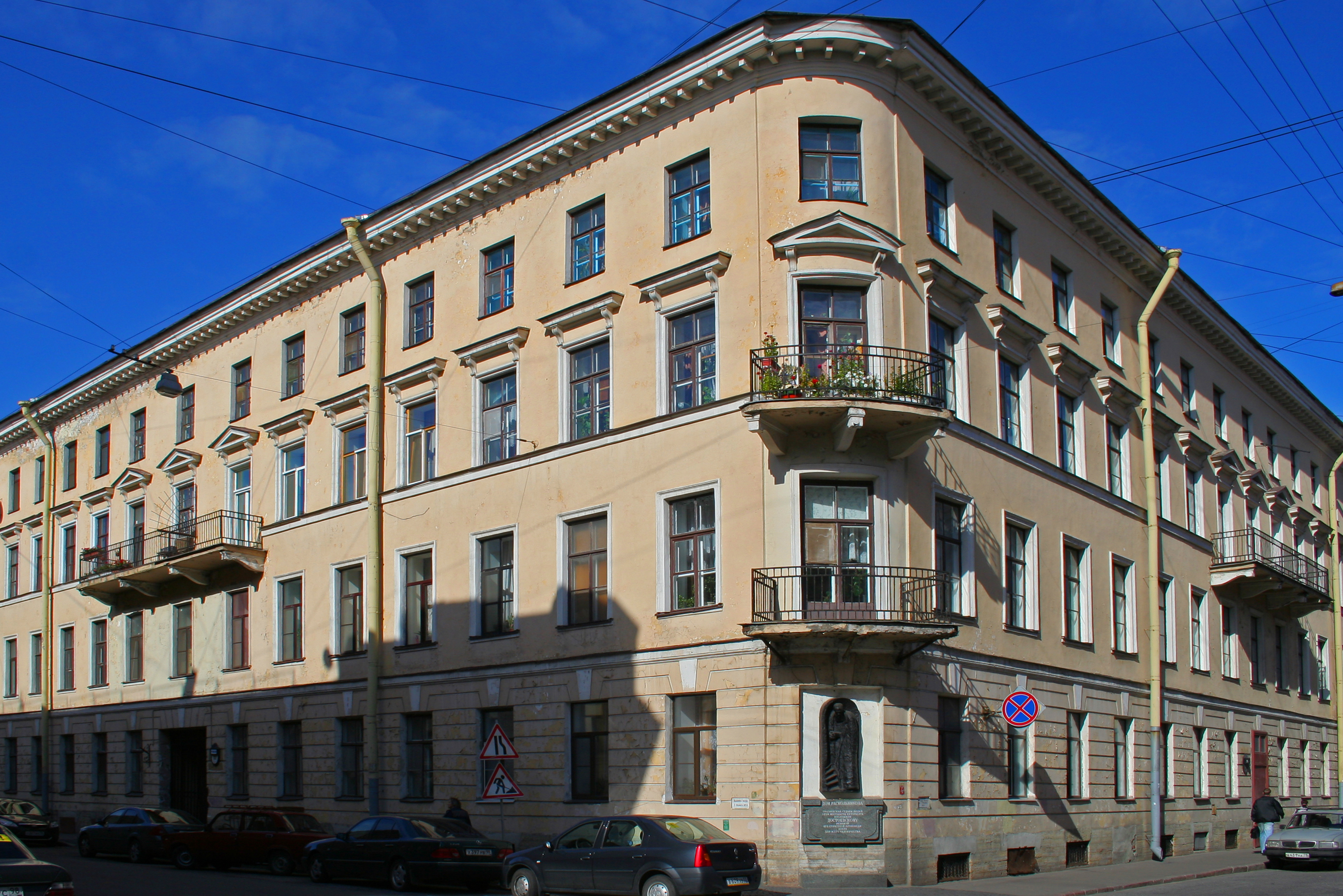
Vorlage für den Wohnblock, in dem Raskolnikow gelebt hat, war das in der Nähe von Dostojewskis Wohnung gelegene Haus an der Ecke Grazhdanskaja und Stoliarnyj.

Bereits seit 1864 hatte sich Dostojewski mit seinem nächsten Werk, Schuld und Sühne, beschäftigt. Die wesentliche Idee wurde 1865 in Wiesbaden erarbeitet. Der Roman erschien von Januar bis Dezember 1866 in der Monatsschrift Russki Westnik und 1867 in Buchform; beim Publikum war er ebenso erfolgreich wie bei der Kritik. Schuld und Sühne erzählt die Geschichte des Studenten Rodion Raskolnikow, der aus Hochmut in dauerndem Geldmangel zum Mörder einer Verleiherin wird, im Straflager und durch die Liebe einer Frau aber zu einer neuen ethischen Grundhaltung findet. Es war der erste der großen Ideenromane, die im Zentrum von Dostojewskis Schaffen stehen. Alle behandeln die Auswirkung der Wirklichkeit auf die heranwachsende Generation; ihr Anliegen war eine Diagnose der Gegenwart, d. h. der Jahre 1865–1875, die in Russland von einem fundamentalen geistigen Umbruch geprägt waren.

#### Der Spieler
Spätestens 1863 begann Dostojewski mit Vorüberlegungen zu einem neuen Roman namens Der Spieler. Er befand sich dann im Juni 1865 nach dem Zusammenbruch der Zeitschrift „Epocha“ in einer finanziell ausweglosen Situation. Um weitere 3000 Rubel aufzutreiben, schloss er mit dem Verleger Stellowski einen Vertrag, der ihn u. a. verpflichtete, bis zum 31. Oktober 1866 einen Roman mit einem Umfang von mindestens zehn Druckbögen abzuliefern. Nachdem er bislang für diesen Roman noch keine Zeile geschrieben hatte, engagierte er in letzter Minute am 4. Oktober eine Stenographin, die 20-jährige Anna Grigorjewna Snitkina, mit deren Hilfe er den Roman pünktlich ablieferte. Der Spieler war Dostojewskis einziger Roman, der nicht als Feuilletonroman erschien. Stellowski war Buchhändler und bereitete die erste Gesamtausgabe von Dostojewskis Werk vor, die den kurzen Roman als Bonustext enthalten sollte. Dostojewski und Snitkina kamen sich durch die Arbeit nahe. Am 8. November machte er ihr einen Heiratsantrag. Die Trauung fand am 15. Februar 1867 in der Dreifaltigkeitskathedrale statt.

#### Der Idiot

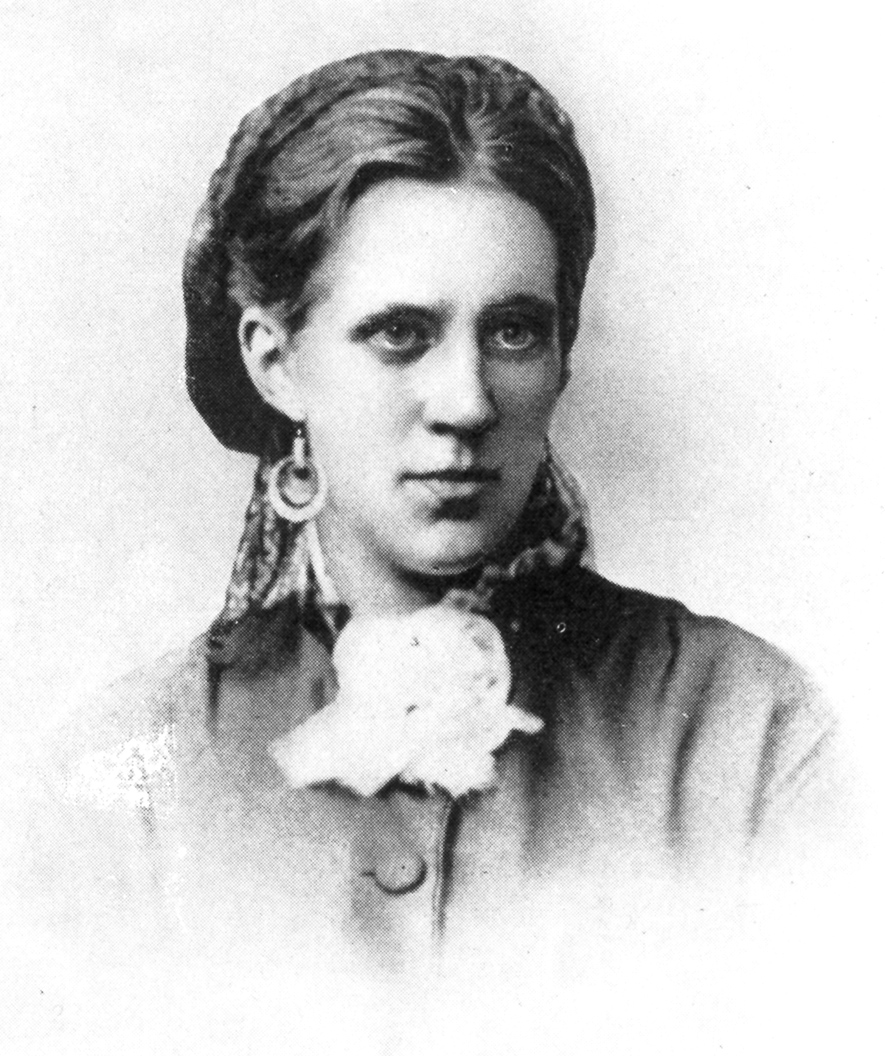
Anna Grigorjewna Dostojewskaja, geborene Snitkina, 1871

Dostojewski konnte mit Geld nicht umgehen, hatte Schulden und eine Anzahl von Verwandten, die versorgt werden wollten. Seine zweite Ehefrau Anna Dostojewskaja wollte die Kontrolle über das Geld selbst in die Hand nehmen und war überzeugt, dass dies leichter gelingen würde, wenn sie eine Zeitlang außer Landes gingen; geplant waren zunächst drei Monate. Um die Reise zu finanzieren, verpfändete sie ihre Mitgift. Kurz vor der Abreise stellten zwei der Gläubiger Forderungen. Das Paar beschloss, so lange im Ausland zu bleiben, bis Dostojewski sich durch neue Arbeiten finanziell besser stellte. Die Reise begann am 14. April 1867 und führte zunächst nach Dresden. Wieder jedoch zog es Dostojewski zum Roulettespiel nach Homburg vor der Höhe und Baden-Baden, wo er erneut Geld verlor. In Baden-Baden überwarf er sich mit Turgenew, der damals ständig in dem Kurort lebte. Er schrieb über ihn: „Turgenew hat sich vom russischen Schriftsteller in einen Deutschen verwandelt. Daran erkennt man einen schuftigen Menschen.“ Über Basel reiste das Paar Mitte August weiter nach Genf, wo Anna am 5. März 1868 Sofija zur Welt brachte, die bereits nach drei Monaten verstarb. Auf dem Cimetière des Rois (deutsch Friedhof der Könige) erinnert eine von der Internationalen Dostojewski-Gesellschaft im Jahr 1986 gestiftete Gedenktafel an das tote Baby, dessen Grab aufgelöst wurde.

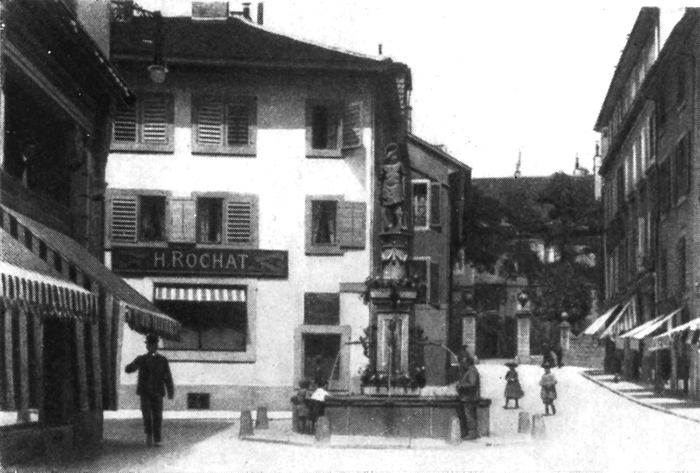
Das Haus, in dem die Dostojewskis in Vevey wohnten

Bereits seit dem Sommer 1867 hatte Dostojewski den Plan für einen neuen Roman, Der Idiot. Mit dem Schreiben begann er in Genf, der größte Teil entstand aber in Vevey, wo das Paar sich im Mai 1868 niederließ. Von Januar 1868 an erschien der Roman in Fortsetzungen in Russki Westnik. Spätere Teile entstanden in Mailand und in Florenz, wo Dostojewski das Werk im Januar 1869 abschloss. Das gedankliche Experiment, das er in Der Idiot durchführte, bestand darin, einen „vollkommen guten und schönen Menschen“ – den jungen Fürsten Myschkin – nach einem langen Auslandsaufenthalt in die zeitgenössische russische Umwelt zu stellen, was nach einer komplizierten Handlung natürlich im größtmöglichen Debakel endet. Wie all seinen Arbeiten war auch diesem Roman eine hohe Intertextualität zu eigen: mit seinem Porträt eines „guten Menschen“ verwies Dostojewski ausgiebig nicht nur auf das Neue Testament und die Christus-Deutungen von Ernest Renan und David Friedrich Strauß, sondern auch auf die Helden von Miguel de Cervantes, Charles Dickens und Victor Hugo.

#### Die Dämonen

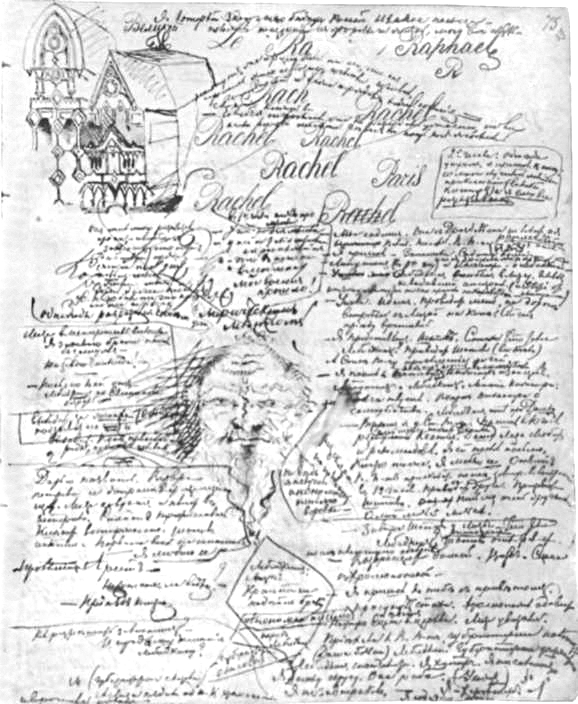
Eine Seite aus dem Manuskript des Romans Die Dämonen

Im Mai 1868 starb Sonja, sein erstes Kind, was die Eltern lange nicht verwinden konnten. Von Mitte August 1869 bis Ende 1870 lebten Anna und Fjodor Dostojewski in Dresden. Am 26. September 1869 kam die Tochter Ljubow Fjodorowna zur Welt, die später Schriftstellerin und Biographin ihres Vaters wurde. Kurz zuvor hatte er mit dem Schreiben der Novelle Der ewige Gatte begonnen, die er im Dezember abschloss und Anfang 1870 in Strachows Zeitschrift Saria veröffentlichte.
In Moskau ereignete sich am 21. November 1869 der Mord an Iwan Iwanow, einem Studenten, der der Narodnaja Rasprawa angehörte, einer von Sergei Netschajew gegründeten revolutionären Untergrundorganisation. Umgebracht hatten ihn, nach einer Meinungsverschiedenheit, seine eigenen Kampfgenossen. Der Vorfall, von dem man auch in Dresden erfuhr, regte Dostojewskis Fantasie enorm an; er sah den Nihilisten Netschajew als ideologischen Abkömmling des liberalen Denkers, der er selbst in den 1840er Jahren gewesen war. Netschajew, der offenbar bereit war, für die Revolution die scheußlichsten Verbrechen zu begehen, bestätigte in dieser Hinsicht Dostojewskis schlimmste Erwartungen, worauf die materialistische und atheistische Position Tschernyschewskis ‒ konsequent zu Ende gedacht ‒ hinauslief. Aus diesen Überlegungen entstand der nächste große Roman, Die Dämonen, an dem Dostojewski von Dezember 1869 bis November 1872 arbeitete. Er erschien in Fortsetzungen in Russki Westnik von Januar 1871 bis Dezember 1872.
Nach Aufzeichnungen aus dem Kellerloch und Schuld und Sühne waren Die Dämonen Dostojewskis dritte und letzte anti-nihilistische Arbeit. Seine Diagnose der geistigen Situation der Zeit erreichte hier den Tiefpunkt an Hoffnungslosigkeit. Aus dem Mord entwickelte Dostojewski in diesem Roman das verzwickte und surrealistische Szenario einer aus den Fugen geratenen Welt, an der fast alle Beteiligten früher oder später verzweifeln. Mit der komplex angelegten Hauptfigur Stawrogin, einem amoralischen, jenseits von Gut und Böse agierenden Übermenschen, hat Dostojewski ein dunkles Gegenstück zu dem Christus-gleichen Fürst Myschkin geschaffen. Klar ist die ideengeschichtliche Genealogie herausgearbeitet, die die aufgeklärte Generation der 1840er Jahre als die Ziehväter der Nihilisten der 1860er Jahre benennt. Andererseits kommt gerade Stepan Werchowjenski ‒ im Roman der wichtigste Repräsentant der 1840er ‒ Dostojewskis Ideal des christlichen Sozialismus sehr nahe.

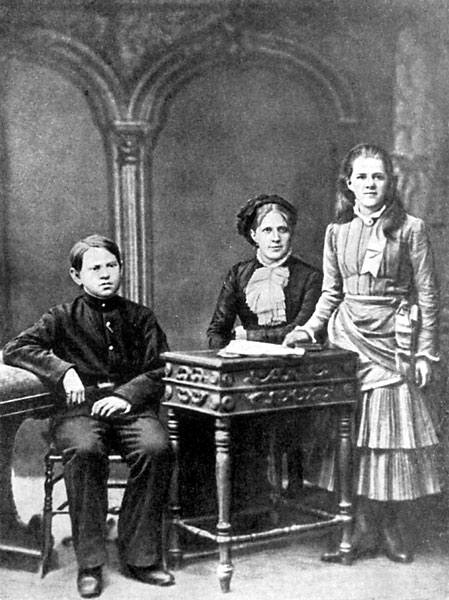
Dostojewskis zweite Frau mit dem Sohn Fjodor und der Tochter Ljubow, 1883

Im April 1871 fuhr Dostojewski ein letztes Mal nach Wiesbaden zum Glücksspiel. Seiner Ehefrau Anna gelang es, ihn von seiner Spielleidenschaft zu befreien. Im Juli erhielt er 1000 Rubel Vorschuss für Die Dämonen, was es ihm ermöglichte, mit seiner Familie nach Sankt Petersburg zurückzukehren. Wenige Tage nach der Ankunft, am 16. Juli 1871, wurde der Sohn Fjodor Fjodorowitsch geboren, der später das Gurewitsch-Gymnasium besuchte und eine Frau mit mystischen Neigungen sowie danach ein zweites Mal heiratete. Das Manuskript für den Roman Die Dämonen schloss Dostojewski im November 1872 ab. Er erschien in Fortsetzungen in Russki Westnik von Januar 1871 bis Dezember 1872.

#### Der Jüngling

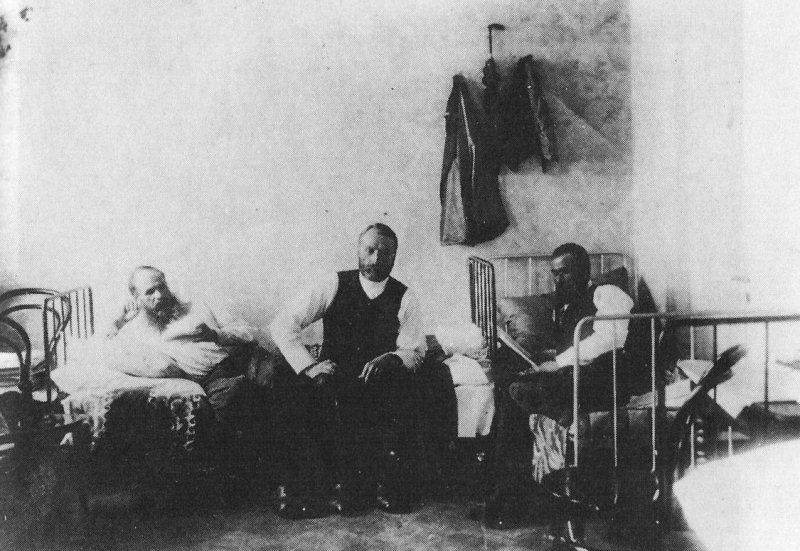
Dostojewski (links) während seiner kurzen Haft im Wachhaus am Sennaja-Platz, 21.‒23. März 1874

Seit er, nachdem er sich mit seiner Familie vier Jahre im Ausland aufgehalten hatte, wieder in Sankt Petersburg lebte, hatte Dostojewski die Freundschaft einiger einflussreicher Persönlichkeiten gewonnen, darunter die von Konstantin Pobedonoszew, der später die „graue Eminenz“ Alexanders III. wurde. Pobedonoszew verhalf Dostojewski im März 1878 zu einer Einladung zum Wohnsitz des Zaren, wo er mit dessen Söhnen Sergei und Pawel mehrere Lehrgespräche führen durfte. Freundschaften schloss Dostojewski auch mit dem jungen Philosophen Wladimir Solowjow und mit Sofja Andrejewna Tolstaja, der Witwe des Dichters Alexei Konstantinowitsch Tolstoi.
Fürst Wladimir Meschtscherski vertraute Dostojewski Anfang 1873 die Schriftleitung seiner konservativen Wochenzeitung Graschdanin an. In unregelmäßigen Abständen veröffentlichte Dostojewski darin die Kolumne Tagebuch eines Schriftstellers, die sich mit einer großen Bandbreite politischer, religiöser und philosophischer Themen beschäftigte und die in ihrer Zeit äußerst populär war, im 20. Jahrhundert wegen Dostojewskis antisemitischer Position aber auch Kritik fand. In der sechsten Ausgabe des Jahrgangs 1873 erschien hier auch seine kleine Erzählung Bobok.
Nachdem Dostojewski wegen eines Verstoßes gegen Zensurbestimmungen zwei Tage im Gefängnis verbracht hatte, schied er im April 1874 aus dem Graschdanin aus. Bereits seit Februar bereitete er einen neuen großen Roman vor, Der Jüngling, und begann Anfang November mit der Niederschrift. Seine Analyse der russischen Wirklichkeit entwickelte er darin an einem ichbezogenen jungen Mann, Arkadij Dolgorukij, der alles daran setzt, Geld, gesellschaftliche Macht und darüber unbegrenzte persönliche Autonomie zu erlangen. Die Petersburger Welt aus Bürgern und Adligen, in der Arkadij sich bewegt, erweist sich dabei als aus der Ordnung geraten und moralisch verkommen. Zentrales Element des Romans ist das sich allmählich entwickelnde Verhältnis Arkadijs zu seinem leiblichen Vater, um den seine Gedanken und Sehnsüchte kreisen. Der Roman erschien von Januar 1875 an in den Vaterländischen Annalen.

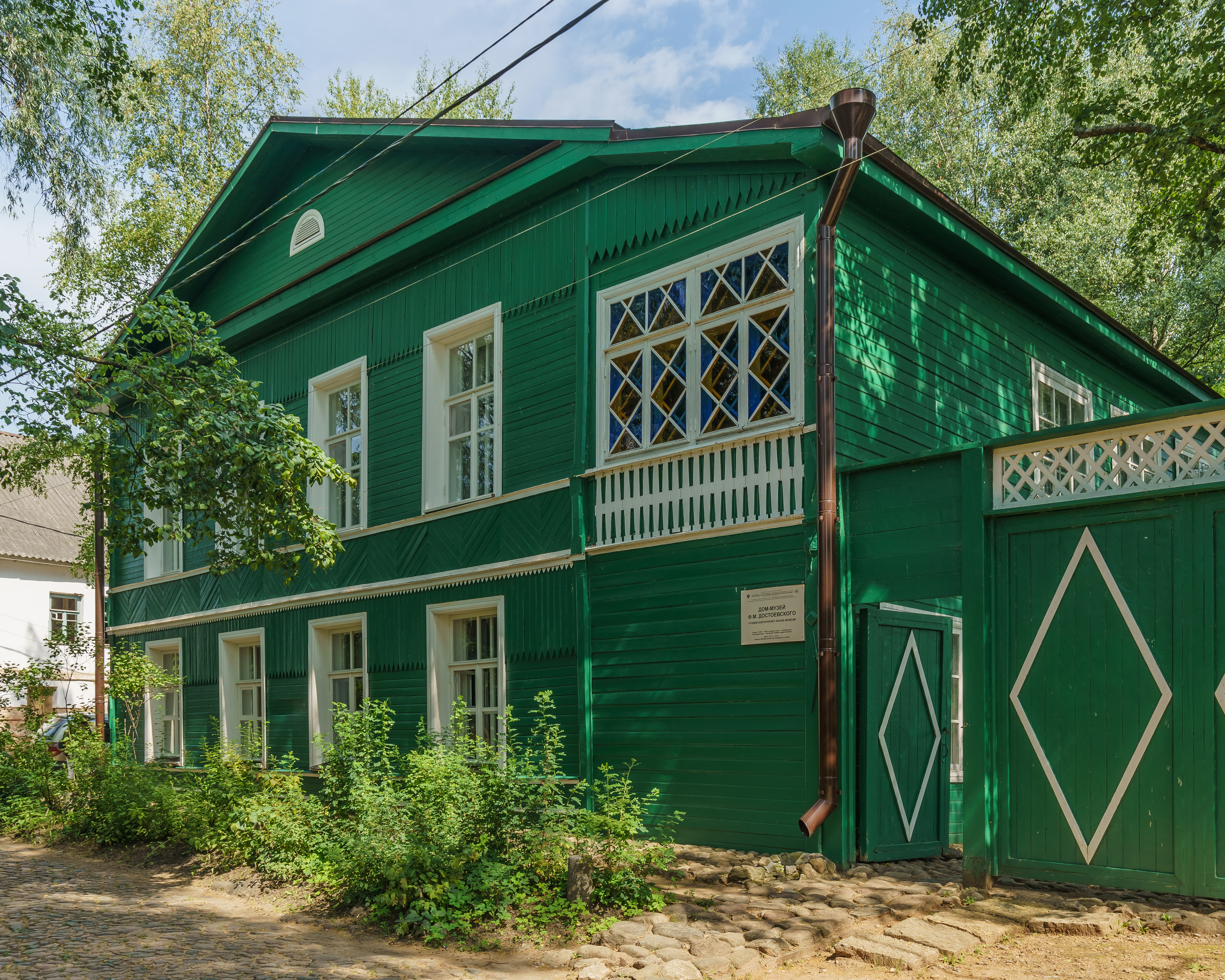
Das Haus der Dostojewskis in Staraja Russa

Bereits seit 1872 verbrachten die Dostojewskis jeden Sommer in dem Kurort Staraja Russa. Am 10. August 1875 wurde dort der Sohn Alexei („Aljoscha“) geboren. 1876 erwarb Dostojewski in Staraja Russa auch ein kleines Haus. Da er an einem Lungenemphysem erkrankt war, hatte er zu Therapiezwecken schon seit 1874 mehrfach Bad Ems besucht.

#### Die Brüder Karamasow

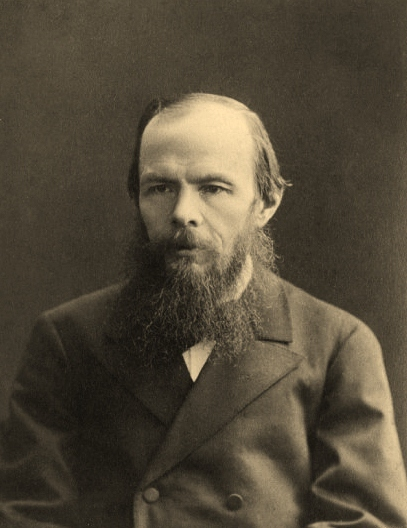
Dostojewski, 1879

Im Januar 1876 begann Dostojewski das Tagebuch eines Schriftstellers, das nach seinem Ausscheiden bei Graschdanin nicht mehr erschienen war, auf eigene Rechnung zu verlegen. Im November 1876 veröffentlichte er im Tagebuch seine Novelle Die Sanfte und im April 1877 im Graschdanin die Erzählung Der Traum eines lächerlichen Menschen.
Den Sommer 1877 verbrachte die Familie in Maly Prikol bei Kursk, wo Annas Bruder Iwan einen Landsitz besaß. Am 16. Mai 1878 verstarb überraschend das jüngste Kind, der knapp dreijährige Aljoscha. Außer sich vor Schmerz pilgerte Dostojewski im Juni zum Optina-Kloster bei Koselsk, wo er Trost beim Starez Amwrossi suchte; seine Eindrücke von diesem Mann hat Dostojewski später in seinem Roman Die Brüder Karamasow für die Figur des Starez Sosima verwendet. Mit den Notizen für diesen Roman hatte er schon im April begonnen; Anfang November 1880 schloss er ihn ab. Der Roman Die Brüder Karamasow, der umfangreichste unter Dostojewskis Romanen, ist durch die immense Anzahl an Figuren und die vielen Handlungsstränge, in denen Dostojewski sämtliche Ideen und Menschenentwürfe, die ihn bis dahin bewegt hatten, erneut behandelte, hochkomplex. Die zentralen Fragen, die von den Protagonisten auf jeweils eigene Weise beantwortet werden, sind die nach der Existenz Gottes und dem Sinn des Lebens. Das Sujet ist kriminalistisch: Fjodor Karamasow, ein liederlicher Greis, wird von seinen äußerst unterschiedlichen Söhnen gehasst und in Gedanken getötet. Nach seiner Ermordung sind zwei von ihnen tatverdächtig, aber die anderen fühlen sich moralisch mitverantwortlich. Die künstlerische Anthropologie Dostojewskis erreicht hier ihren Höhepunkt, was Sigmund Freud zu dem Urteil veranlasst hat, dies sei „der großartigste Roman, der je geschrieben wurde“. Publiziert wurde der Roman in vielen Folgen von Januar 1879 bis November 1880 in Russki Westnik.

### Die letzten Lebensjahre

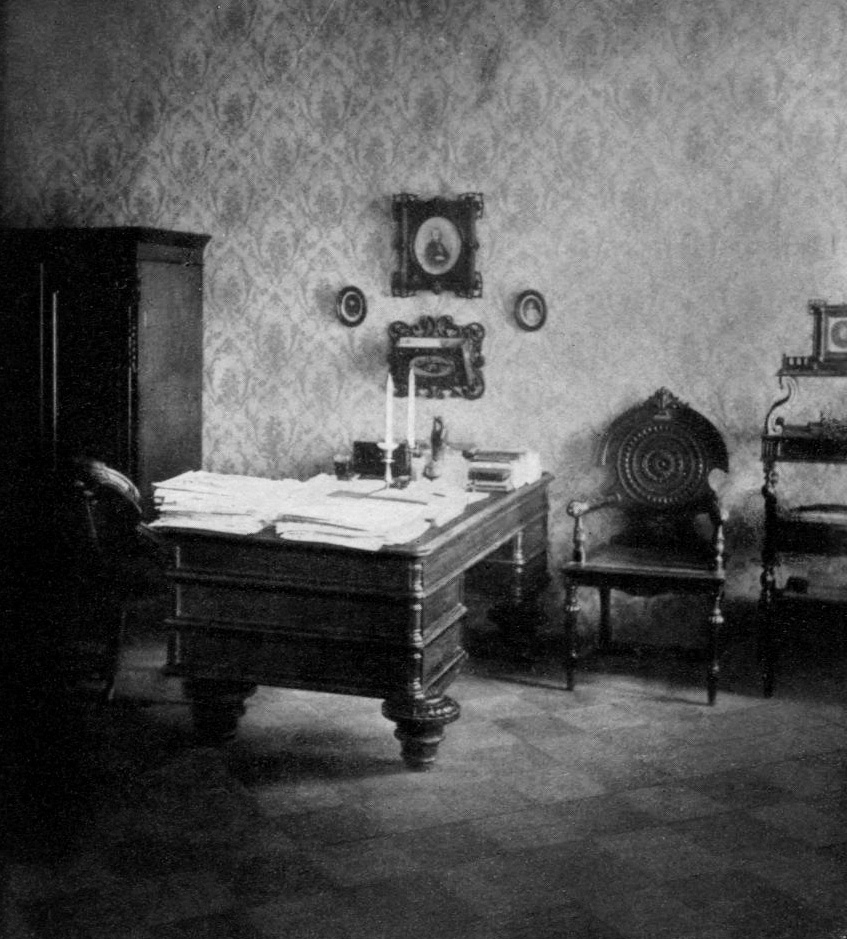
Dostojewskis Arbeitszimmer in der Wohnung 5/2 Kusnetschny Pereulok, die er von 1878 bis zu seinem Tode bewohnte

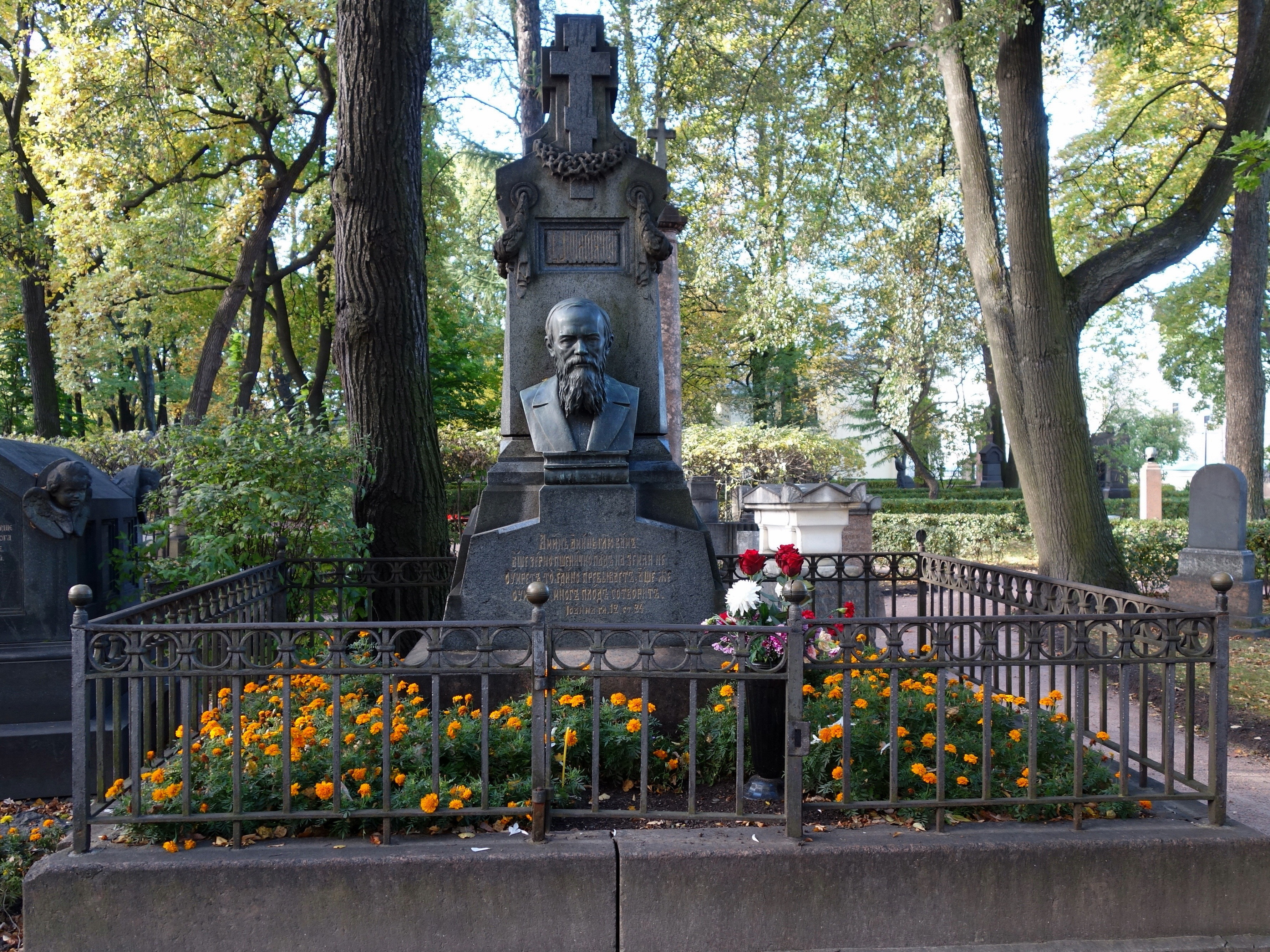
Dostojewskis Grab in Sankt Petersburg

In seinen letzten Lebensjahren, in denen er zunehmend krank war, wurden Dostojewski viele Ehrungen zuteil. Als am 27. Dezember 1877jul. / 8. Januar 1878greg. Nikolai Nekrassow starb, hielt Dostojewski die Trauerrede. Am 2. Dezember 1878 (nach Julianischem Kalender) wurde er zum Korrespondierenden Mitglied der Russischen Akademie der Wissenschaften gewählt. Am 3. Februar 1880 wählte die Slawische Wohltätigkeitsgesellschaft in Sankt Petersburg ihn zu ihrem Vizepräsidenten. Anlässlich der Einweihung eines Puschkin-Denkmals hielt Dostojewski am 8. Juni 1880 eine Rede über den Dichter, in der er Puschkin als Propheten des Russentums feierte.

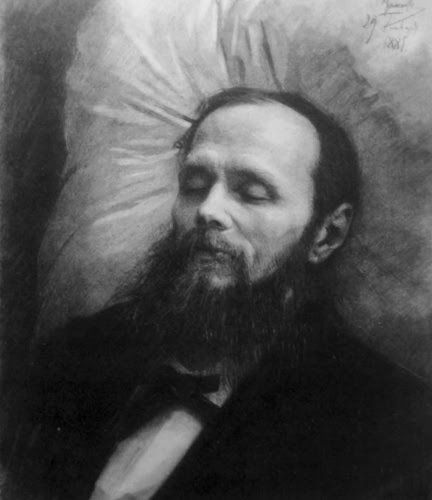
Dostojewski auf dem Totenbett, Zeichnung von Iwan Kramskoi,

Dostojewskis gesundheitlicher Zustand verschlechterte sich rapide. Vom 7. Februar 1881 an erlitt er Lungenblutungen, die am Abend des 9. Februar (nach dem julianischen Kalender am 28. Januar) zu seinem Tode führten.
An der Trauerprozession, die am 12. Februar von Dostojewskis Wohnung über den Newski-Prospekt zur Kirche des Alexander-Newski-Klosters führte, nahmen Zehntausende Menschen teil. Die Beerdigung, bei der Solowjow die Rede hielt, fand einen Tag später auf dem zum Kloster gehörigen Tichwiner Friedhof statt. Sein Grabstein trägt als Inschrift das dem Roman Die Brüder Karamasow vorangestellte Christuswort:

„Wahrlich, wahrlich, ich sage euch: Wenn das Weizenkorn nicht in die Erde fällt und erstirbt, bleibt es allein; wenn es aber erstirbt, bringt es viel Frucht.“

## Literarischer Stil
Dostojewskis Schreiben ist durch eine große Synthese künstlerischer Stile und Ausdrucksformen gekennzeichnet. So hat er Einflüsse der Aufklärung (Voltaire), des Sentimentalismus (Rousseau), Schillers, E. T. A. Hoffmanns, Puschkins, Gogols, Lermontows, Balzacs, George Sands und Charles Dickens’ aufgenommen und in neue Zusammenhänge gestellt. Dasselbe gilt für das von den Naturalisten entdeckte großstädtische Armutsmilieu und die – sonst im Sensationsroman beheimateten – kriminalistischen Sujets. Michail Bachtin hat Dostojewskis Schreiben mit der Menippeischen Satire verglichen, einer „karnevalisierten“ Literatur, die Ernstes mit Lächerlichem vermischt und auf diese Weise das Exzentrische, Extreme und Ambivalente, das Dostojewski so sehr interessiert hat, prägnant zum Ausdruck bringt, wobei die Grenzen des Realismus immer wieder überschritten werden. Die Neigung zum Komischen findet sich auch in seinen wenig bekannten Gedichten, die er teilweise in seine Romane eingestreut hat. Felix Philipp Ingold beschreibt sie als „Unsinnspoesie“ und findet in ihr „die penible Verbindung von strenger Form und Komik“.
Über den Rahmen der literarischen Schulen, von denen er gelernt hat, ging Dostojewski stets hinaus. Dies gilt bereits für den Erstling, Arme Leute, dessen minuziöse Beschreibung des Milieuraums zwar stark vom Naturalismus geprägt war; die Akribie, mit der Dostojewski dieses Milieu nicht nur von außen darstellte, sondern auch in den feinsten Gedanken und Gefühlsregungen der beiden Protagonisten, war jedoch seine persönliche Zutat, die er mit der naturalistischen Darstellung des Äußeren kunstfertig ins Gleichgewicht setzte.
Wie Wolf Schmid aufgezeigt hat, kamen die narrativen Verfahren moderner Prosa erstmals in Dostojewskis zweitem Roman, Der Doppelgänger, zur vollen Entfaltung. Erzählvorgang und Plot befinden sich hier in einer komplexen wechselseitigen Abhängigkeit, und mit kalkulierter Unbestimmtheit wird der Leser bis zum Schluss im Unklaren gehalten, ob er es mit der Geschichte einer Paranoia oder mit einem rein fantastischen Geschehen zu tun hat. Die aufwändig verflochtene Struktur erlaubt es, den Doppelgänger auf ganz unterschiedlichen Ebenen zu interpretieren, etwa als psychologischen, analytischen, sozialkritischen oder philosophischen Roman.
Den nächsten Höhepunkt erreichte Dostojewskis Romankomposition in Schuld und Sühne, in dem auch die Technik der erlebten Rede, die szenische Darbietung, die „Karnevalisierung“ und die Zeichnung unbewusster Vorgänge in vollem Umfang gemeistert waren. In Der Idiot war es das Sprechverhalten und der Dialog der Figuren, dem Dostojewski seine besondere Aufmerksamkeit geschenkt hat. In den folgenden beiden Werken, Die Dämonen und Der Jüngling, verwendete er Ich-Erzähler. Deren Wahrnehmung war jeweils subjektiv verzerrt – in den Dämonen durch die biedere Mentalität des Erzählers, im Jüngling durch dessen altersgemäße Überforderung –, wodurch die Geschichten fast bis zum Schluss verrätselt bleiben und die Verwirrung der Figuren, die sich in gänzlich aus den Fugen geratenen Welten bewegen, mit der Erzählsituation komplex rückgekoppelt ist. Die Diagnose des gesellschaftlichen Zustandes als Chaos wurde zum Strukturprinzip dieser beiden Romane, insbesondere im wenig gelesenen Jüngling. Der Roman Die Brüder Karamasow schließlich ist mit seinen vielen Personen, Episoden und Entwicklungssträngen Dostojewskis komplexeste Arbeit und diejenige, in der die von Bachtin beschriebene „polyphone“ Struktur am deutlichsten sichtbar wird. Jedem der Brüder ist ein selbstständiger Schlüsseltext zugeordnet, dessen berühmtester die Legende vom Großinquisitor (= Iwans Selbstdarstellung) ist. Aufgrund seiner wohlkalkulierten Komplexität kann der Roman als Allegorie, als Theodizee, als Familiendrama, als Sozialroman, als philosophischer, als psychologischer Roman, ja selbst als Kriminalroman gelesen und interpretiert werden.
Rosa Luxemburg hat auf die dramatischen Elemente von Dostojewskis Romanen hingewiesen: sie strotzten derart von Handlung, Erlebnis und Spannung, dass ihre sich übereinanderstürmende sinnverwirrende Fülle das epische Element des Romans zu erdrücken, seine Schranken jeden Augenblick zu sprengen drohe. Horst-Jürgen Gerigk hat diese Wirkungsweise untersucht und als machiavellistisch bezeichnet. Verbrechen, Krankheit, Sexualität, Religion und Politik würden gezielt eingesetzt, um den Leser zu fesseln. Die Spannung erreicht Dostojewski durch Polarisation (arm/reich; alter Mann/junge Frau; Schurke/guter Mensch). Dinge und Charaktere werden nicht vollständig erzählt. Der Leser muss sich durch eine Reihe von Zügen, Andeutungen und Gesprächen etwas zusammenkonstruieren, was aber nie hinreicht, eine vollkommen logische Erwartung zu schaffen. Oft tritt ein Erzähler auf, der das Ganze nicht versteht, vieles nicht bemerkt und von Gerüchten berichtet. Das Verschweigen oder das unklare Andeuten von Motiven sind weitere Elemente der gezielt aufgebauten Spannung. Oft gibt Geld dem Geschehen eine ganz unerwartete Richtung. Viele der Personen haben einen Stich ins Verrückte oder sonderbare Allüren. Unverständliches wird übertrieben.

## Nachlass und Rezeption

### Rezeption in Russland und der UdSSR

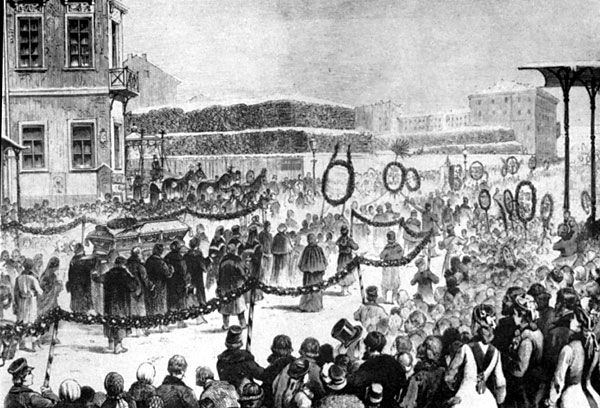
Der Trauerzug am 12. Februar 1881

Die erste Gesamtausgabe von Dostojewskis Werk erschien 1881. Orest Miller und Nikolai Strachow veröffentlichten 1883 die erste Biografie des Schriftstellers. Bereits 1915 waren vier der großen Romane verfilmt.

#### Nach der Oktoberrevolution
Die Dostojewski-Rezeption war schon im 19. Jahrhundert ambivalent gewesen. Als Nikolai Michailowski in seinem linken Blatt Otetschestwennye Sapiski 1875 den Roman Der Jüngling herausbrachte, hatte er seinen Abonnenten erklären müssen, warum er ausgerechnet dem Autor des antisozialistischen Romans Die Dämonen Raum geben wollte. In der Zeit der Sowjetunion nahm die Ambivalenz noch zu. Dostojewskis Werke wurden, weil ihr künstlerischer Wert außer Frage stand, in höherer Auflage als jemals zuvor gedruckt. 1926–1930 publizierte der sowjetische Staatsverlag eine von Boris Tomaschewski und Konstantin Schalabajew redigierte dreizehnbändige Gesamtausgabe. 1918 wurde in Moskau ein Dostojewski-Denkmal enthüllt, wobei die Festredner den Schriftsteller als „Propheten der Revolution“ lobten, eine Position, die auch viele gemäßigte Marxisten vertraten, darunter der einflussreiche Kritiker Walerian Perewerzew. Aufgrund der philosophischen, ideologischen und religiösen Anschauungen, die in Dostojewskis Werk zum Ausdruck kamen und die dem Marxismus diametral widersprachen, wurde es jedoch auch bitter kritisiert. Zu den schärfsten Gegnern zählte Maxim Gorki, der 1913 urteilte, dass Dostojewskis „reaktionäre“ Positionen durch sein künstlerisches Genie nicht zu entschuldigen seien, und damit auch bei Lenin Zustimmung fand. Letzterer lehnte Dostojewski nicht nur wegen des Romans Die Dämonen, sondern auch wegen der Aufzeichnungen aus dem Kellerloch ab, die kritisch gegen die Philosophie Tschernyschewskis gerichtet waren. Nicht nur die Inhalte von Dostojewskis Werk wurden kontrovers aufgenommen. Aus einer Debatte, die in den 1920er Jahren um die Form seines Schreibens geführt wurde, entstand eine der bedeutendsten Arbeiten, die der russischsprachige Raum zu diesem Thema hervorgebracht hat: Michail Bachtins Probleme der Poetik Dostoevskijs (1929). Als fundamentales Strukturprinzip von Dostojewskis Romanen benannte Bachtin darin die Polyphonie: Dostojewskis Romanfiguren seien nicht auf verschiedene Rollen verteilte Repräsentationen der Stimme des Autors, sondern autonome Träger von Bewusstsein und Weltanschauungen, die untereinander einen vielstimmigen Dialog bestritten. Die persönlichen Standpunkte Dostojewskis seien in seinen Romanen kaum in den Vordergrund getreten. Viele Marxisten lehnten Bachtins Thesen ab, und noch im Jahr der Veröffentlichung wurde er nach Kasachstan in die Verbannung geschickt.

#### Stalin-Ära und Sozialistischer Realismus
Ihren Tiefpunkt erreichten die Bedingungen für eine freie Diskussion von Dostojewskis Werk in der Zeit des Sozialistischen Realismus. Schon Wiktor Schklowskis 1931/32 unternommener Versuch, Motive aus den Aufzeichnungen aus einem Totenhaus für einen Experimentalfilm zu verwenden, hatte als sozialistischer Propagandafilm geendet. Als Vorsitzender des sowjetischen Schriftstellerverbandes legte Gorki 1934 die offizielle Parteilinie fest, die für die Behandlung Dostojewskis bis zum Ende der Stalin-Ära gelten sollte. Wissenschaftliche Publikationen konzentrierten sich von da an auf ideologische Fragen. Bereits angekündigte Publikationen von Briefen und einer Einzelausgabe des Romans Die Dämonen kamen nicht zustande, und mit Ausnahme von Grigori Roschals Peterburgskaya noch (1934) entstand bis 1958 keine weitere Filmadaption.
Mit seinen poetischen Versuchen wurde Dostojewski zu einem Vorläufer für die absurde Dichtung der russischen Moderne. Ganz explizit hat sich etwa der im Zuge der stalinistischen Säuberungen von 1937 hingerichtete Nikolaj Oleijnikov in seinem Gedicht „Die Kakerlake“ auf Dostojewski bezogen.
Als während des Zweiten Weltkrieges Bedarf an nationalen Identifikationsfiguren entstand, die den Patriotismus anfachen sollten, wurde Dostojewski vorübergehend rehabilitiert, etwa durch Wladimir Ermilow, der Die Dämonen nun als brillantes prophetisches Porträt des modernen Faschismus deutete. Jemeljan Jaroslawski feierte Dostojewski sogar wegen seiner Eingenommenheit gegen die Deutschen. Der Literaturwissenschaftler und Dostojewski-Experte Arkadij Dolinin und Waleri Kirpotin veröffentlichten Bücher über ihn, die vom ideologischen Mainstream abwichen. So verteidigte Dolinin Dostojewski als Visionär einer menschlichen Zukunft, die letztlich auch ohne Gottesbegriff auskomme. Als sich in den späten 1940er Jahren die Schdanow-Theorie durchsetzte, geriet Dostojewski, wie viele andere russische Autoren, aber erneut unter Kritik. Das Kulturministerium wies die Hochschulen an, ihren Studenten zu vermitteln, dass Dostojewskis Werke „ein Ausdruck der reaktionären bourgeoisen individualistischen Ideologie“ seien. Die bedeutende Dostojewski-Biografie von Konstantin Motschulski erschien 1947 nicht in der UdSSR, sondern bei einem Pariser Verlag.

#### Von 1955 bis zur Gegenwart

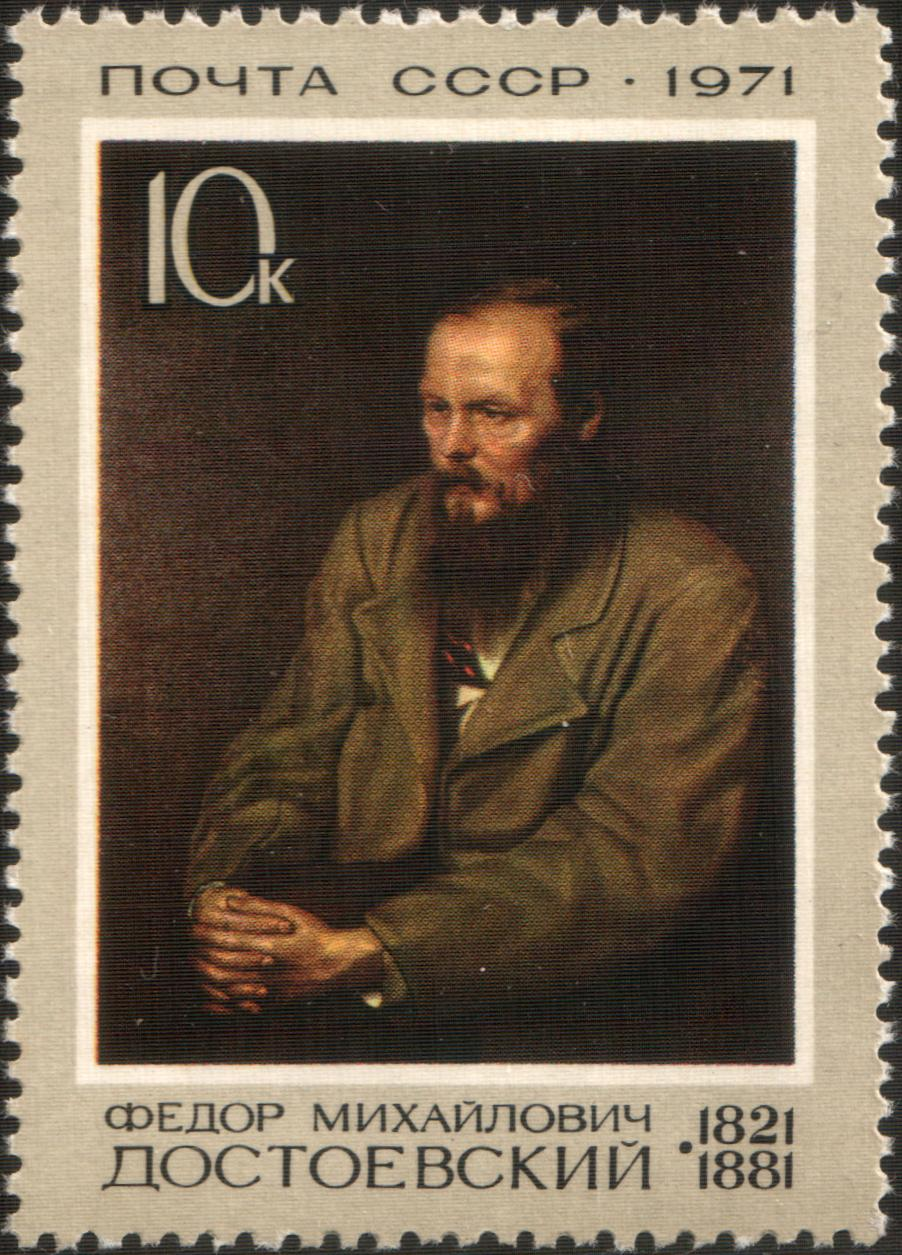
Eine sowjetische Briefmarke, 1971

Zu einer dauerhaften Liberalisierung kam es erst mit dem Aufstieg von Chruschtschow. 1955 wurden die Richtlinien für die Dostojewski-Studien etwas gelockert. 1956 erschien erstmals eine Briefmarke mit Dostojewskis Porträt; eine weitere folgte 1971. Der Schriftsteller Wladimir Bontsch-Brujewitsch erklärte in einem Artikel, dass Lenin Dostojewski überaus geschätzt habe. Von 1956 bis 1958 erschien eine neue, von Leonid Grossman betreute zehnbändige Gesamtausgabe. Neue literaturwissenschaftliche Studien entstanden, und erstmals seit der Oktoberrevolution kam eine nennenswerte Anzahl von Verfilmungen von Dostojewskis Romanen in die Kinos, darunter Iwan Alexandrowitsch Pyrjews Der Idiot (1958) und Pyrjews und Kirill Lawrows Version der Brüder Karamasow (1968).
Von 1972 bis 1990 erschien, von Georgi Fridlender betreut, eine dreißigbändige kritische Akademie-Ausgabe, die als editorisches Glanzstück gilt und die eine Fülle neuer Sekundärliteratur und neuer Übersetzungen angeregt hat.
1981 kam Alexander Sarchis Spielfilm 26 Tage aus dem Leben Dostojewskis in die Kinos und erregte auch internationale Aufmerksamkeit, als der Hauptdarsteller, Anatoli Solonizyn, auf der Berlinale den Silbernen Bären für den besten Darsteller erhielt. Leonid Zypkins Roman Ein Sommer in Baden-Baden (1982) dagegen konnte zunächst nur in den USA veröffentlicht werden; erst 1999 erschien er auch in Russland. 2011 war im russischen Fernsehen die Miniserie Dostojewski zu sehen, in der Wladimir Chotinenko Regie führte und Jewgeni Mironow in der Titelrolle auftrat. Dostojewskis Person und Werk gelten der russischen Neuen Rechten heute als richtungsweisend. Der Maler Ilja Glasunow, selbst ein Anhänger der vorrevolutionären monarchistischen Ordnung, thematisierte den übergeordneten Stellenwert des Schriftstellers für das großrussische Geschichtsdenken in den 1990er Jahren im Monumentalgemälde Ewiges Russland, in dem er Dostojewski den zentralen Platz im Pantheon der russischen Nationalheiligen und Geschichtsakteure gibt.

### Übersetzungen ins Deutsche und in andere Sprachen
Als die früheste deutsche Übersetzung gilt ein Auszug aus Arme Leute, den Wilhelm Wolfsohn nur wenige Monate nach Erscheinen des russischen Originals in seiner Zeitschrift Russische Revue veröffentlicht hat. Umfangreiche Übertragungen von Dostojewskis Arbeiten ins Deutsche begannen jedoch erst nach dem Tod des Autors. Den Anfang machte Wilhelm Henckel mit Raskolnikow (1882); es folgten Übersetzungen u. a. der Romane Die Brüder Karamasow (1884, ungenannter Übersetzer), Erniedrigte und Beleidigte (1885, Constantin Jürgens), Junger Nachwuchs (Der Jüngling; 1886, W. Stein), Die Besessenen (Herbert Putze, 1888), Der Idiot (August Scholz 1889) und 1890 schließlich Hans Mosers Fassung von Schuld und Sühne, die diesem Roman für lange Zeit einen unglücklich übersetzten Titel aufprägte. Bereits acht Jahre nach Dostojewskis Tod lagen damit alle fünf großen Romane sowie viele seiner kleineren Arbeiten in deutscher Fassung vor. Weitere frühe deutsche Übersetzer waren L. A. Hauff und Paul Styczynski. 1899 erschien auch die erste deutsche Dostojewski-Biografie.
Im frühen 20. Jahrhundert übersetzte Elisabeth Kaerrick unter dem Pseudonym E. K. Rahsin, unterstützt von ihrer Schwester Lucy Moeller und Arthur Moeller van den Bruck, Dostojewskis Gesamtwerk. Die Reihe umfasst 22 Bände und sieben Zusatzbände und erschien zwischen 1906 und 1922. Sie verhalf dem jungen Reinhard Piper zu einem glänzenden Aufstieg seines 1904 gegründeten Piper Verlags. Weniger bekannt geworden sind die in derselben Zeit entstandenen Übersetzungen von Werner Bergengruen, Alexander Eliasberg, H. v. Hoerschelmann, Gregor Jarcho, Valeria Lesowsky, Arthur Luther, Hermann Röhl und Arnold Wasserbauer.
In der Deutschen Demokratischen Republik schuf der Aufbau-Verlag eine dreizehnbändige Ausgabe, die 1990 fertig wurde und das gesamte belletristische Werk umfasst. An der Übersetzung wirkten Margit und Rolf Bräuer, Werner Creutziger, Günter Dalitz, Hartmut Herboth, Wilhelm Plackmeyer, Dieter Pommerenke und Georg Schwarz mit. Im übrigen deutschsprachigen Raum schrieben nach dem Zweiten Weltkrieg u. a. Klara Brauner, Johannes von Guenther, Richard Hoffmann, Marianne Kegel, Hans Ruoff und Ilse Tönnies neue deutsche Übersetzungen. Am meisten Beachtung fand Swetlana Geier, die von 1988 bis 2006 die fünf großen Romane neu übersetzte. Gleich drei davon führte sie unter neuem Titel ein: Verbrechen und Strafe (Schuld und Sühne; 1994), Der Idiot (1996), Böse Geister (Die Dämonen; 1998), Die Brüder Karamasow (2003) und Ein grüner Junge (Der Jüngling; 2006). Sie erschienen zunächst bei Ammann und von 2006 an auch als Fischer-Taschenbücher. Geier hat daneben auch einige kleinere Werke Dostojewskis neu übersetzt.
Auch in anderen europäischen Ländern begann die Übersetzungsarbeit erst nach Dostojewskis Tod. Ähnlich früh wie im deutschsprachigen Raum wurden einzelne Werke Dostojewskis ins Schwedische (Kränkning och Förödmjukelse/Erniedrigte und Beleidigte, 1881; Anteckningar från Det Döda Huset/Aufzeichnungen aus einem Totenhaus, 1883), Tschechische (Aninka Nesvanova/Njetotschka Neswanowa, 1882), Dänische (Fattige Folk/Arme Leute, 1884; Raskolnikov, 1884), Norwegische (Raskolnikow, 1884) und Französische (Humiliés et Offensés/Erniedrigte und Beleidigte, 1884; Le crime et le châtiment/Schuld und Sühne, 1884) übersetzt. 1885 folgten erste Übersetzungen ins Niederländische (Schuld en Boete/Schuld und Sühne) und Englische (Crime and Punishment/Schuld und Sühne).

### Internationale Rezeption

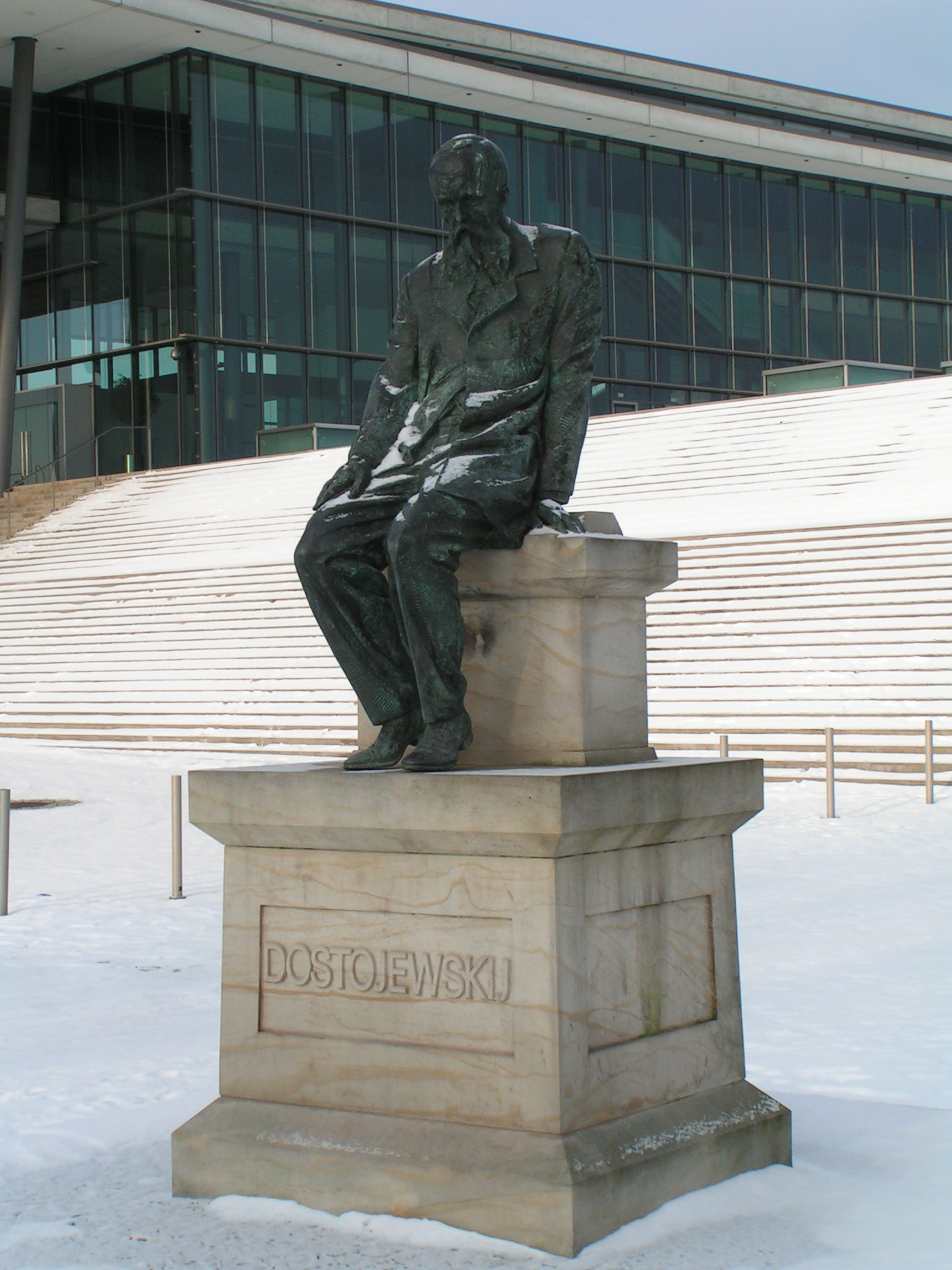
Denkmal am Kongresszentrum in Dresden

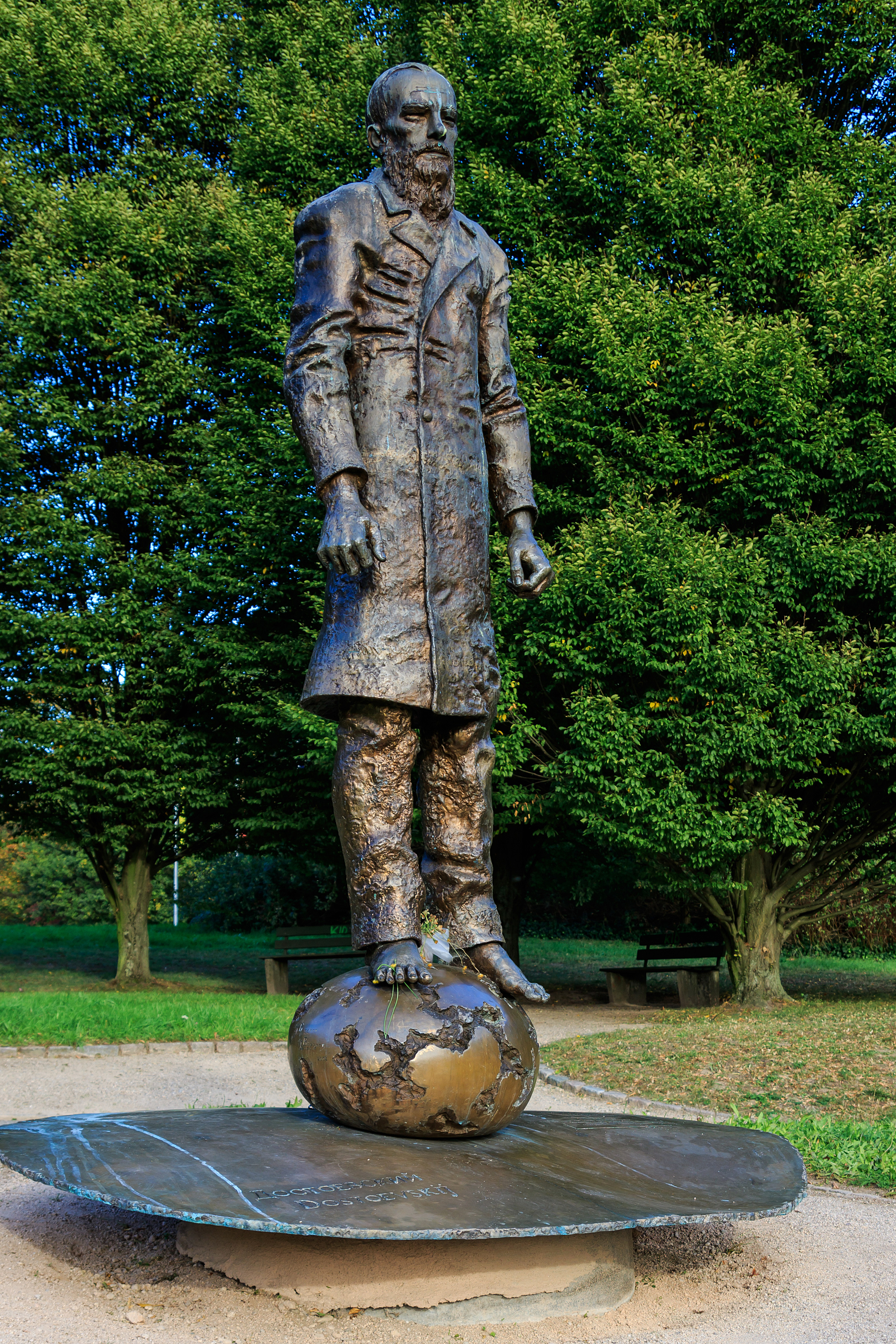
Denkmal in Baden-Baden (L. M. Baranow, 2004)

#### Theologie, Philosophie, Psychologie und Gesellschaft
Der Einfluss, den Dostojewski auf die abendländische Geistes- und Literaturgeschichte ausgeübt hat, ist immens und in zahllosen wissenschaftlichen Publikationen beschrieben worden. Friedrich Nietzsche dürfte – in französischen Übersetzungen – Erniedrigte und Beleidigte, Aufzeichnungen aus einem Totenhaus, Der Idiot und Die Dämonen gelesen haben. Er bewunderte Dostojewskis psychologischen Scharfblick und empfand ihn als „würdigen Gegner“. In der Auseinandersetzung mit Dostojewskis Romanen bot sich ihm Gelegenheit, sein eigenes hochambivalentes Verhältnis zum Christentum abzuarbeiten. Viele von Nietzsches Schriften, darunter Der Antichrist (1894), sind unmittelbare Früchte dieser Rezeption. Auch die Theoretiker des russischen Symbolismus, wie Dmitri Mereschkowski, vertraten eine an Dostojewski angelehnte Religionsphilosophie. Im deutschen Sprachraum erlangte Dostojewskis Gottesverständnis über Eduard Thurneysens und Karl Barths dialektische Theologie großen Einfluss auf das evangelische Denken.
Hermann Hesse verstand Die Brüder Karamasow als Prophezeiung des Unterganges des europäischen Geistes. Dostojewskis mehrdeutige Sentenz „Wir sind Revolutionäre (…) aus Konservatismus“ wurde 1921 von Thomas Mann aufgegriffen und in das Schlagwort einer „konservativen Revolution“ umgemünzt; Arthur Moeller van den Bruck hat dieses Schlagwort anschließend popularisiert.
Jahrzehnte vor der Begründung der Psychoanalyse sondierte Dostojewski minutiös die menschliche Seele, wies ihre inneren Widersprüche und die Macht des Unbewussten auf und bemühte sich um eine Rehabilitierung des Irrationalen. Alfred Adler und Sigmund Freud, der Die Brüder Karamasow einen der besten Romane aller Zeiten nannte, haben sein Werk studiert und konnten bei der Entwicklung ihrer Lehren aus Entdeckungen schöpfen, die Dostojewski bereits ausführlich dargestellt hatte. Der dänische Slavist Adolf Stender-Petersen hat Dostojewskis Schreiben als „psychologischen Realismus“ charakterisiert. In den 1920er Jahren erregte Dostojewskis Beschäftigung mit dem Irrationalen auch die Aufmerksamkeit der Surrealisten, besonders von André Breton.
Die Existenzialisten fühlten sich von Dostojewski angesprochen, weil er den Menschen immer wieder als einen in der Gottverlassenheit ganz auf sich Zurückgeworfenen beschrieben hatte. Dostojewskis These „Wenn Gott tot ist, dann ist alles erlaubt“ bildete für Jean-Paul Sartre geradezu den Ausgangspunkt des Existenzialismus. Auch für Albert Camus war das Ringen mit dem Nihilismus, das Dostojewski so beispielhaft vorgelebt hatte, Programm.
In den 1980er Jahren entstand durch Beiträge u. a. von David I. Goldstein und Felix Philipp Ingold eine Debatte über Dostojewskis Antisemitismus, der sich hauptsächlich im Tagebuch gezeigt hat, als stereotype, verächtlich- und lächerlichmachende Zeichnung jüdischer Figuren, die auch in den Aufzeichnungen aus einem Totenhaus, in Schuld und Sühne und in Die Dämonen sichtbar geworden ist.
Dostojewskis Überlegungen zur russischen Identität unter dem Ansturm westlicher Wertvorstellungen haben in jüngerer Zeit Orhan Pamuk angeregt, die türkische Identität neu zu begreifen.

### Adaptionen

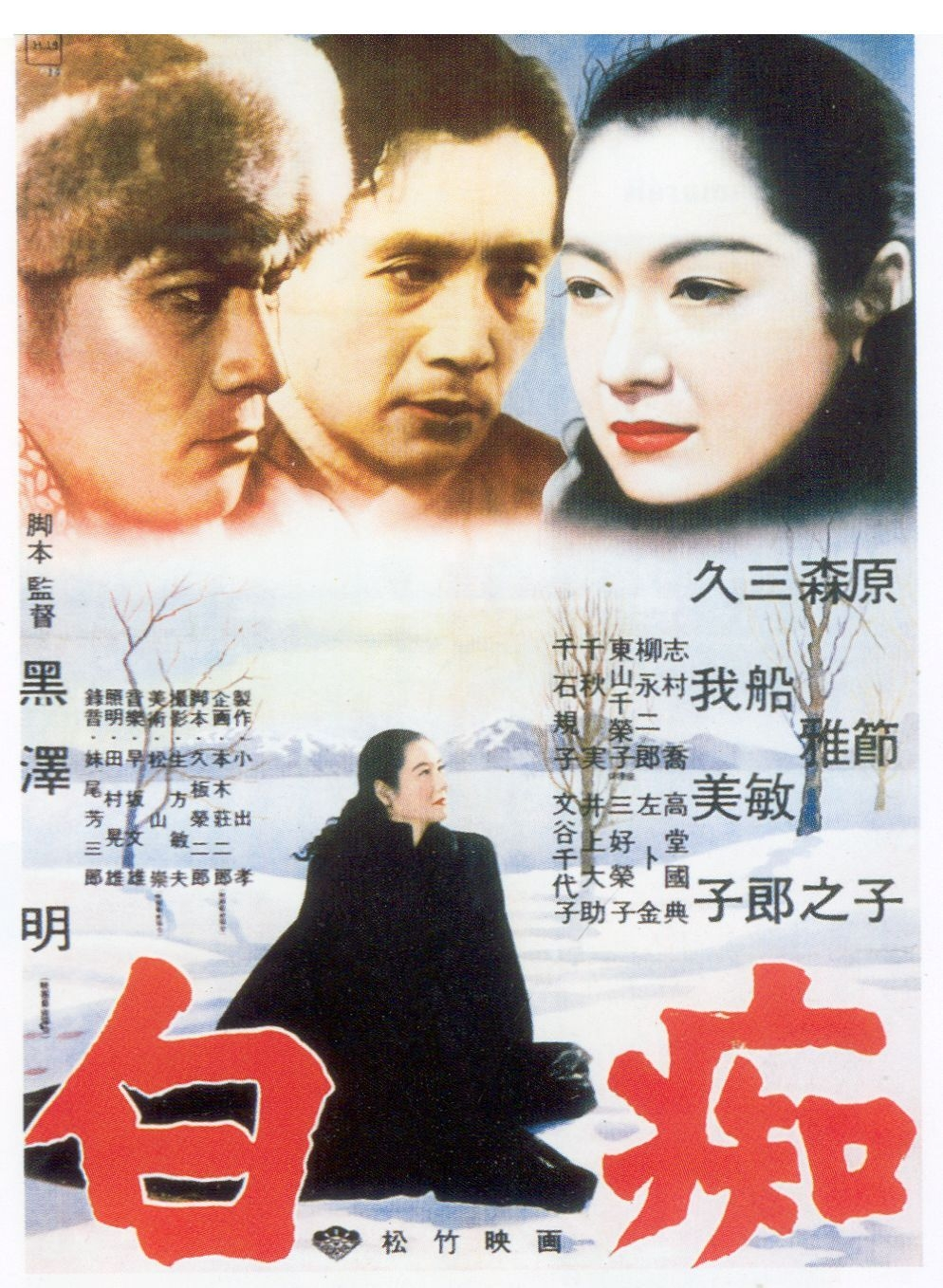
Akira Kurosawa berichtete, Der Idiot (1951) sei sein arbeitsaufwändigster Film gewesen. In die Kinos kam er in verstümmelter Form.

Lange bevor Literatur- und Medienwissenschaftler wie Irmela Schneider die Problematik der Literaturadaption theoretisch umrissen haben, war Dostojewski sich über einige zentrale Schwierigkeiten der Transformation von Texten so genau im Klaren, dass er Warwara Obolenskaja, die 1871 eine Dramatisierung von Schuld und Sühne begann, nicht nur strategische Ratschläge, sondern auch eine elementare Theorie der Adaption geben konnte. Dostojewskis Arbeiten stellen der Adaption besondere Schwierigkeiten entgegen, und zwar nicht allein durch ihre Länge; weder ihre polyphone Struktur noch ihre Intertextualität lassen sich in andere Gattungen oder Medien übertragen. Künstler in aller Welt haben sich von diesen Schwierigkeiten immer wieder herausgefordert gesehen, und viele Versuche sind unternommen worden, Dostojewskis Prosa in die verschiedensten anderen Kunstformen zu überführen. Anders als die Adaptionen von Werken z. B. Puschkins, Gogols, Tolstois oder Tschechows zeigen Adaptionen von Dostojewskis Prosa eine Tendenz, den Ausgangstexten kaum noch ähnlich zu sehen. Als gelungene Adaptionen gelten u. a. Sergei Prokofjews Oper Der Spieler (1929), Leoš Janáčeks Oper Aus einem Totenhaus (1930), Mieczysław Weinbergs Oper Der Idiot, op. 144, (1985), Luchino Viscontis Spielfilm Weiße Nächte (1957) und Andrzej Wajdas Bühnenfassung von Die Besessenen (1971).
→ Für Adaptionen individueller Werke von Dostojewski siehe die jeweiligen Artikel.

### Forschungsstätten und Museum

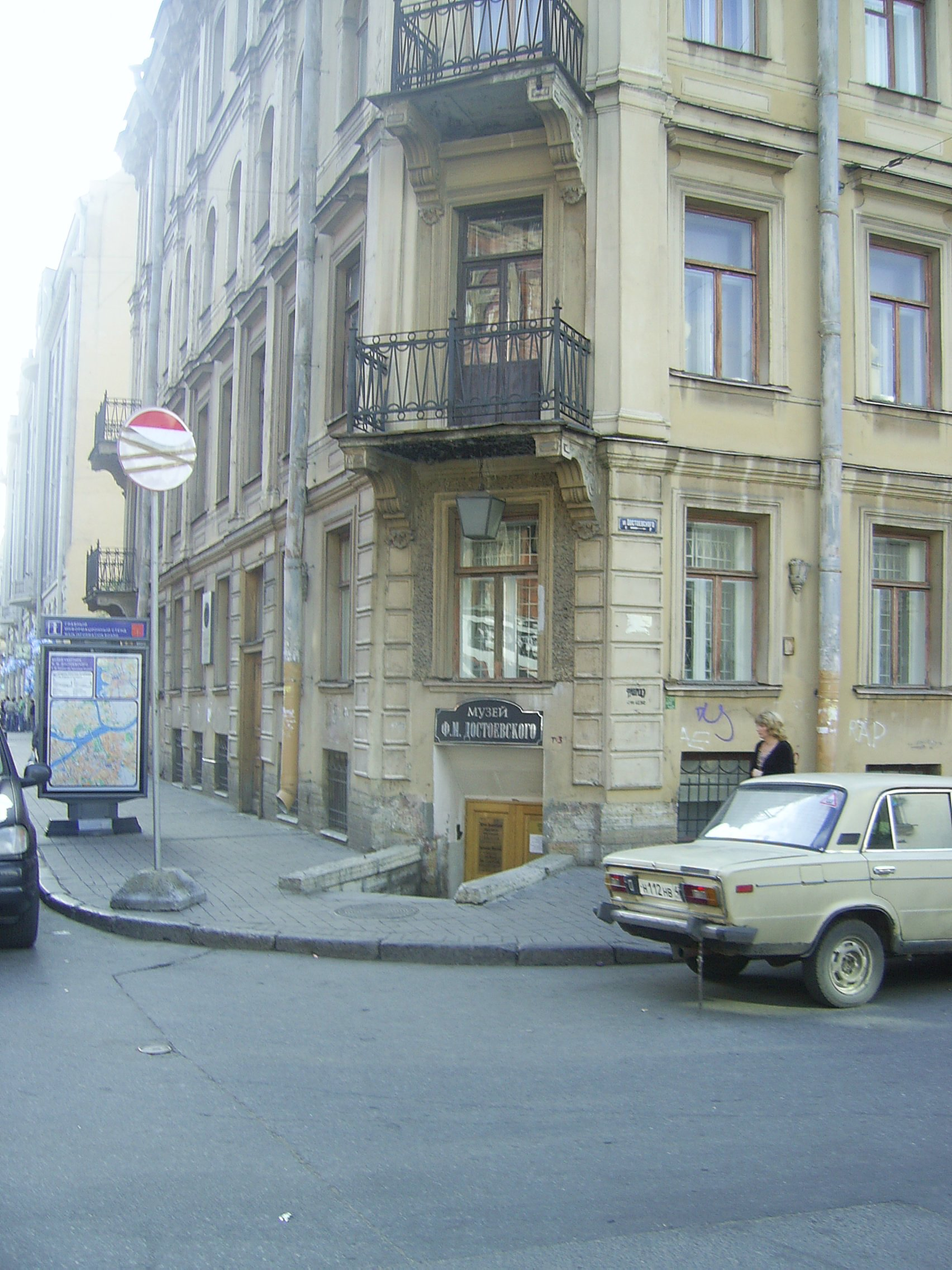
Das Dostojewski-Museum in Sankt Petersburg

Das weltweit wichtigste Forschungszentrum zum Thema Dostojewski ist das Institut für russische Literatur (IRLI, „Puschkinhaus“) in Sankt Petersburg, in dessen Archiv sich auch viele Manuskripte des Schriftstellers befinden. In den USA besteht ein Forschungsschwerpunkt am Department of Slavic Languages and Literatures der University of Illinois in Urbana/Champaign.
An seinem Verbannungsort Omsk gedenkt man ihm mit einem Literaturmuseum im Bereich der alten Feste.
Die Petersburger Wohnung, in der Dostojewski von 1878 bis zu seinem Tode wohnte (Kusnetschny pereulok 5/2), beherbergt seit 1971 ein Museum.

## Dostojewskis Werke

### Romane
- (1846) Arme Leute (russisch: Бедные люди, wissenschaftliche Transliteration: Bednye ljudi)
- (1849) Njetotschka Neswanowa (Неточка Незванова, Netočka Nezvanova; Fragment)
- (1861) Erniedrigte und Beleidigte (Униженные и оскорбленные, Unižennye i oskorblënnye)
- (1866) Schuld und Sühne (Преступление и наказание, Prestuplenie i nakazanie)
- (1867) Der Spieler (Игрок, Igrok)
- (1869) Der Idiot (Идиот, Idiot)
- (1872) Die Dämonen (Бесы, Besy)
- (1875) Der Jüngling (Подросток, Podrostok)
- (1880) Die Brüder Karamasow (Братья Карамазовы, Brat’ja Karamazovy)

### Novellen
- (1846) Der Doppelgänger (Двойник, Dvojnik)
- (1847) Eine Novelle in neun Briefen (Роман в девяти письмах, Roman v devjati pis’mach)
- (1847) Die Wirtin (Хозяйка, Chozjajka)
- (1848) Das schwache Herz (Слабое сердце, Slaboje serdce)
- (1848) Weihnachtsbaum und Hochzeit (Ёлка и свадьба, Ëlka i svad’ba)
- (1848) Weiße Nächte (Белые ночи, Belye noči)
- (1859) Onkelchens Traum (Дядюшкин сон, Djaduškin son)
- (1859) Das Gut Stepantschikowo und seine Bewohner (Село Степанчиково и его обитатели, Selo Stepančikovo i ego obitateli)
- (1864) Aufzeichnungen aus dem Kellerloch (Записки из подполья, Zapiski iz podpolʹja)
- (1870) Der ewige Gatte (Вечный муж, Večnyj muž)[248]
- (1876) Die Sanfte (Кроткая, Krotkaja)

### Erzählungen
- (1846) Herr Prochartschin (Господин Прохарчин, Gospodin Procharčin)
- (1848) Die fremde Frau (Чужая жена, Čužaja žena)
- (1848) Der eifersüchtige Ehemann (Ревнивый муж, Revnivyi muž)
- (1848) Polsunkow (Ползунков, Polzunkov)
- (1848) Der ehrliche Dieb (Честный вор, Čestnyj vor)
- (1849) Ein kleiner Held (Маленький герой, Malen’kij geroj)
- (1860) Die fremde Frau und der Mann unter dem Bett (Чужая жена и муж под кроватью, Čužaja žena i muž pod krovat’ju)[249]
- (1862) Aufzeichnungen aus einem Totenhaus (Записки из Мёртвого дома, Zapiski iz mërtvogo doma)
- (1862) Eine dumme Geschichte (Скверный анекдот, Skvernyj anekdot)
- (1865) Das Krokodil – Ein ungewöhnliches Ereignis (Крокодил, Krokodil; Fragment)
- (1873) Bobok (Бобок)
- (1876) Der Junge beim Herrn Jesus zur Weihnacht (Мальчик у Христа на ёлке, Mal'čik u Christa na ëlke)
- (1876) Die Hundertjährige (Столетняя, Stoletnjaja)
- (1877) Der Traum eines lächerlichen Menschen (Сон смешного человека, Son smešnogo čeloveka)

### Essay-Sammlungen
- (1863) Winterliche Aufzeichnungen über sommerliche Eindrücke (Зимние заметки о летних впечатлениях, Zimnie zametki o letnich vpečatlenijach)
- (1873–1881) Tagebuch eines Schriftstellers (Дневник писателя, Dnevnik pisatelja)

### Übersetzungen
- (1843) Eugénie Grandet (Honoré de Balzac)
- (1843) La dernière Aldini (George Sand)[250]

### Aktuelle Gesamtausgaben
Russisch:
- Vasilij G. Bazanov (Hrsg.): Polnoe sobranie sočinenij. V tridcati tomach (Полное собрание сочинении в тридцати томах). Izdat. Nauka, Leningrad, ISBN 5-02-027952-8 (1972–1990, Sämtliche Werke in dreißig Bänden).

Deutsch:
- Sämtliche Romane und Erzählungen. 13 Bände. Aufbau, Berlin 1994, ISBN 3-351-02300-6.
- Sämtliche Werke. 10 Bände. Piper, München 2008, ISBN 978-3-492-25265-2 (Deutsch von E. K. Rahsin).
- Sämtliche Werke. 37 Bände auf einem USB-Stick inkl. Tagebücher. anker-eBooks, 2011, ISBN 978-3-942963-00-8 (digitale Ausgabe).